# Komunikacja miejska w Bielsku-Białej

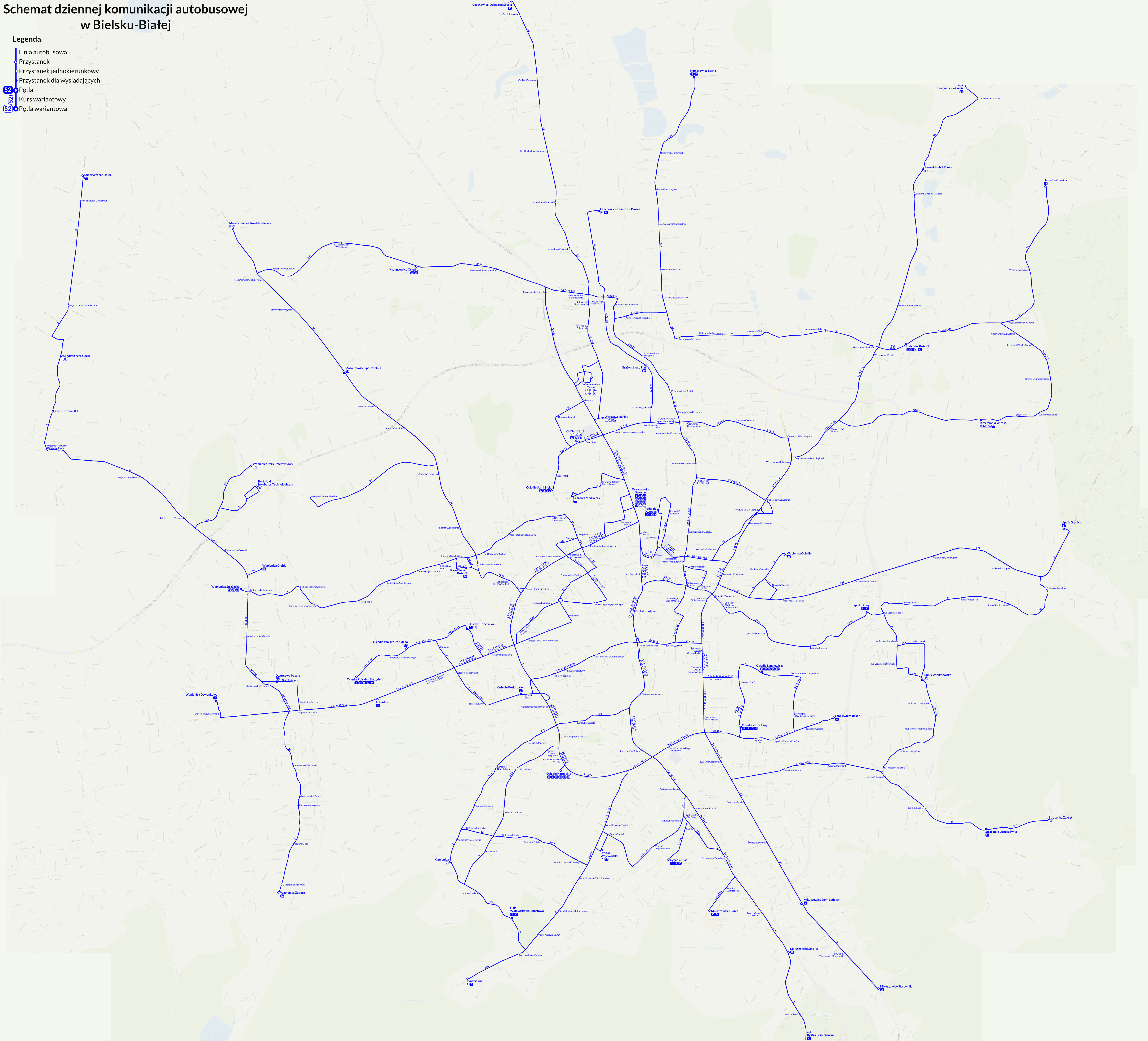
Sieć komunikacji miejskiej w Bielsku-Białej obsługiwanej przez MZK Bielsko-Biała (stan na 21.04.2015)

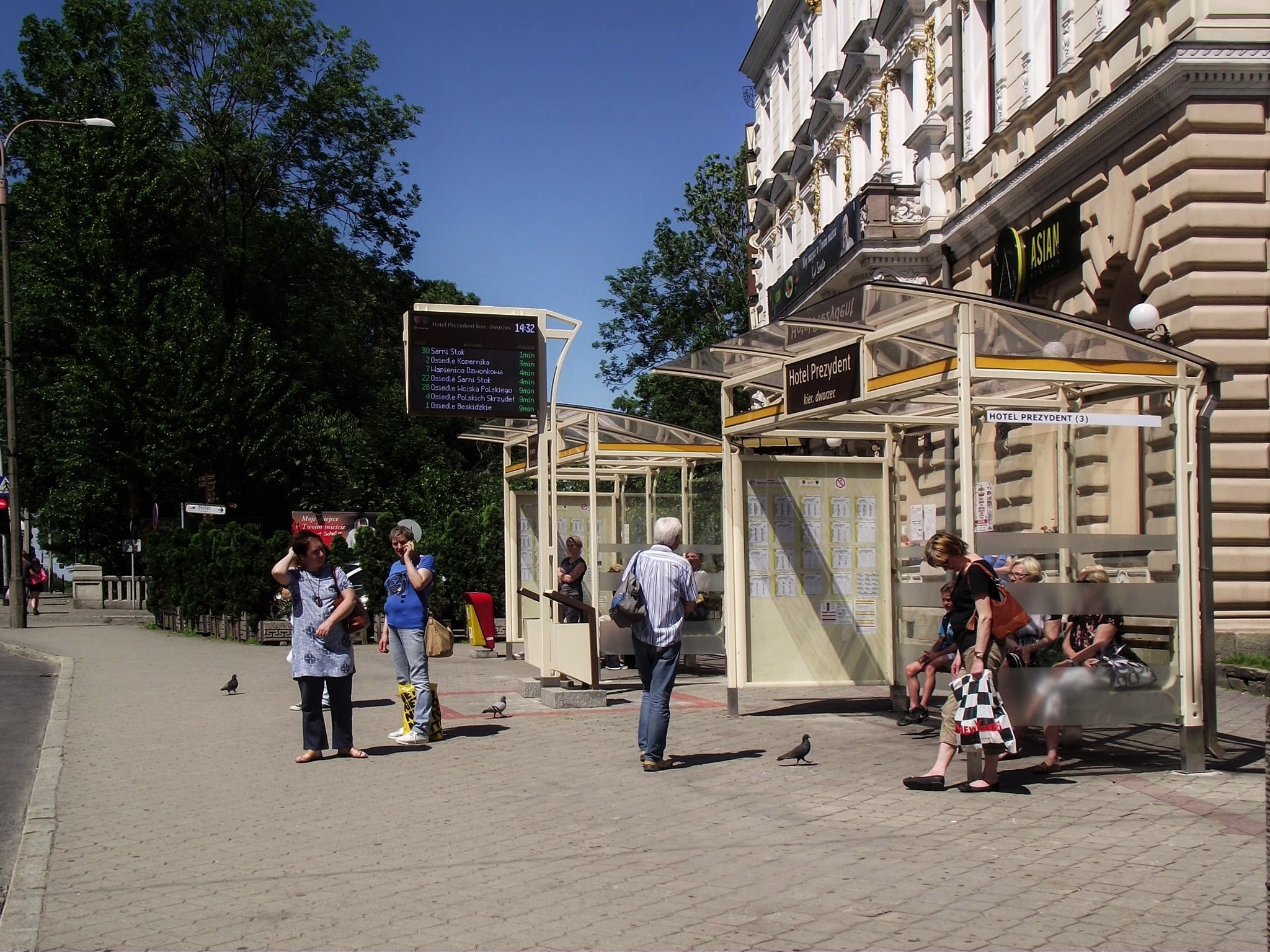
Hotel Prezydent, najpopularniejszy przystanek autobusowy w Bielsku-Białej

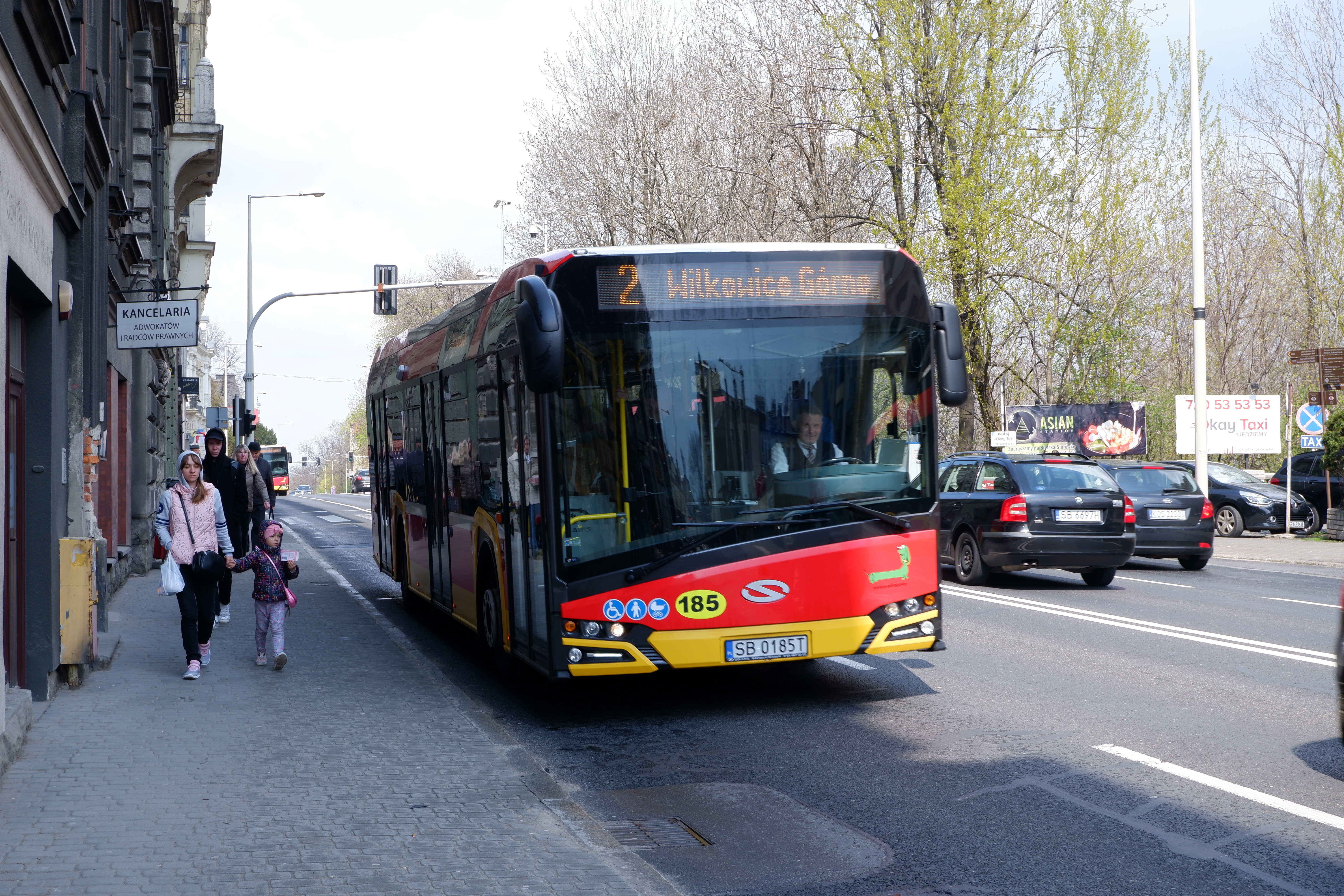
Solaris Urbino 12 przewoźnika MZK Bielsko-Biała na linii nr 2

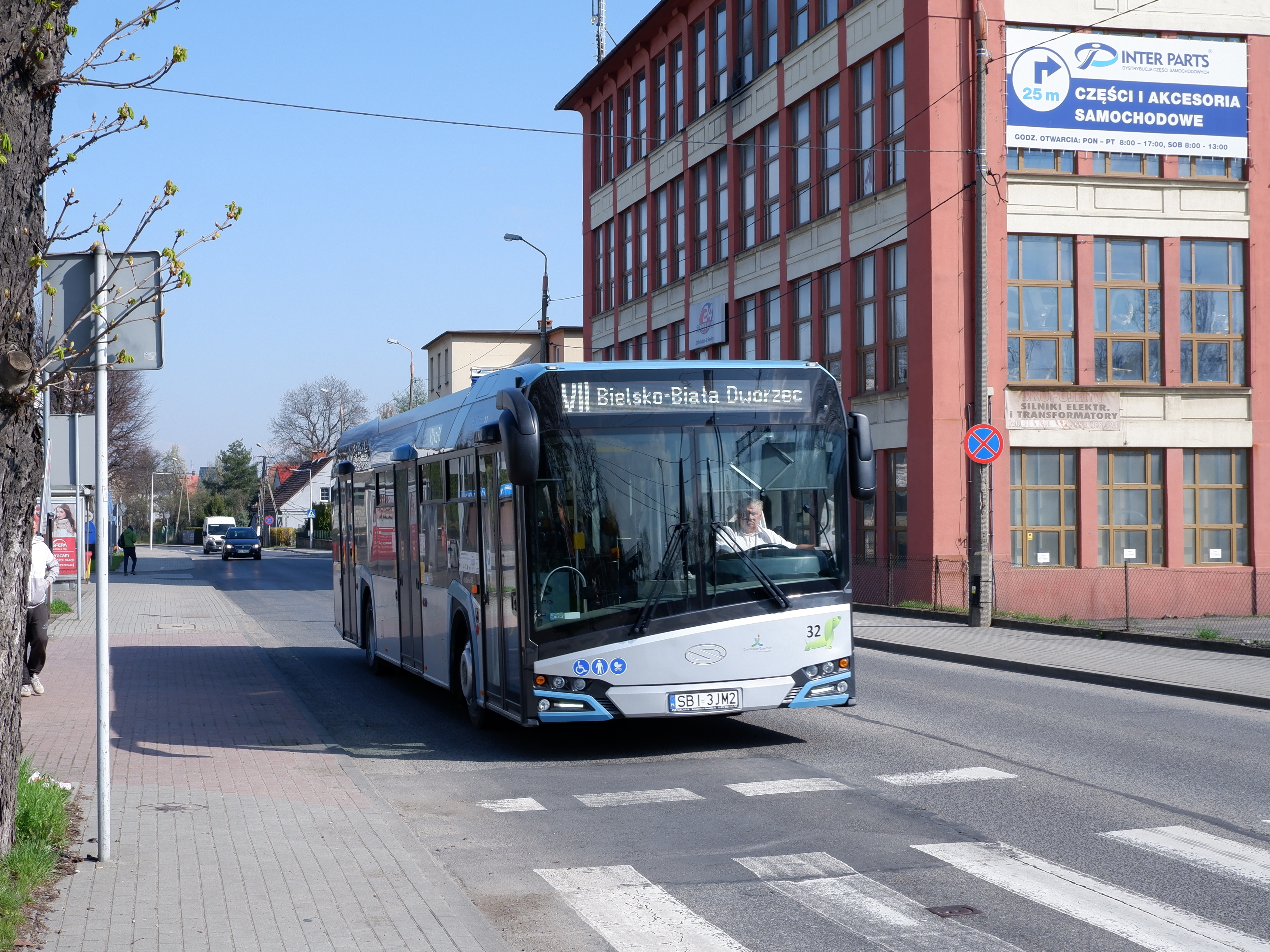
Solaris Urbino 12 przewoźnika PKM Czechowice-Dziedzice na linii nr VII

System komunikacji miejskiej w Bielsku-Białej składa się z tras autobusowych (od 1927 roku), prowadzonych przez dwóch przewoźników – MZK Bielsko-Biała (40 linii) i PKM Czechowice-Dziedzice (3 linie). W latach 1895–1971 istniała również w Bielsku-Białej sieć tramwajowa.
Poza granicami administracyjnymi Bielska-Białej, autobusy komunikacji miejskiej kursują do sąsiednich miejscowości: Bystrej, Czechowic-Dziedzic, Mazańcowic i Wilkowic.

## Historia
Od momentu powstania komunikacji miejskiej w dzisiejszym Bielsku-Białej – roku 1895 jej organizatorami było 9 przedsiębiorstw mających siedzibę w tym mieście (lub samodzielnym Bielsku):
- 1895–1897 – Bielitz-Bialaer Local-Eisenbahngesellschaft (pol. Bielsko-Bialska Spółka Lokalnej Kolei Żelaznej),
- 1897–1939 – Bielitz-Bialaer Electricitäts und Eisenbahn Gesellschaft (od 1922 roku pod polską nazwą Bielsko-Bialska Spółka Elektryczna i Kolejowa),
- 1939–1944 – Strassenbahn- und Autobus Gesellschaft Bielitz (Spółka Tramwajowa i Autobusowa Bielsko),
- 1944–1945 – Bielitzer Verkehrsbetriebe AG (Bielskie Przedsiębiorstwo Komunikacyjne S.A.),
- 1945–1949 – Bielska Kolej Elektryczna,
- 1949–1951 – Miejskie Zakłady Komunikacyjne w Bielsku,
- 1951–1975, 1982–1991 – Miejskie Przedsiębiorstwo Komunikacyjne w Bielsku-Białej,
- 1975–1982 – Wojewódzkie Przedsiębiorstwo Komunikacyjne w Bielsku-Białej,
- od 1991 roku – Miejski Zakład Komunikacyjny w Bielsku-Białej.

### Monarchia Austro-Węgierska

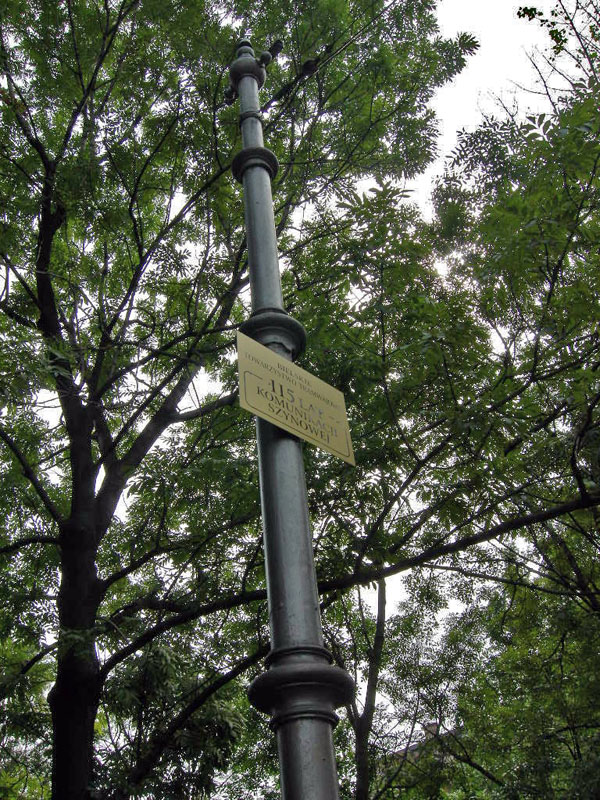
Pamiątkowy słup trakcyjny na ulicy 3 Maja

O potrzebie stworzenia komunikacji miejskiej w prężnie rozwijającym się Bielsku mówiono powszechnie w ostatnich dwudziestu latach XIX stulecia.
Już w 1884 roku bielska Rada Gminna rozważała pomysł budowy linii tramwaju elektrycznego od dworca kolejowego do Cygańskiego Lasu (niem. Zigeunerwald). Teren ten był popularnym miejscem wypoczynku bielszczan i turystów, zwłaszcza z Górnego Śląska, oraz reprezentacyjną dzielnicą willową, do której dotychczas docierał z centrum miasta omnibus. Wtedy na przeszkodzie realizacji projektu stanął brak elektrowni, mającej dostarczać energię elektryczną dla linii.
W 1893 roku została uruchomiona oczekiwana od dawna elektrownia miejska. W tym samym roku inżynier Miksa Déri – dyrektor zarządzającej nią wiedeńskiej spółki Internationale Elektrizitätsgesellschaft (IEG) oraz bielski radny Alojzy Bernaczik, wystąpili do władz o zgodę na budowę linii tramwajowej Dworzec kolejowy – Cygański Las. Inicjatorzy tego projektu w październiku 1894 roku utworzyli Komitet Akcyjny Lokalnej Kolei Żelaznej. 7 lutego 1895 roku Gmina Miejska Bielsko zawarła z nim umowę, dotyczącą eksploatacji linii tramwajowej. Déri i Bernaczik otrzymali koncesję na prowadzenie jej przez następne 60 lat, po czym miała przejść na własność magistratu. Dla nadzoru nad tworzoną trakcją tramwajową utworzono tymczasową spółkę Bielitz-Bialaer Local-Eisenbahngesellschaft (pol. Bielsko-Bialska Spółka Lokalnej Kolei Żelaznej).
Po podpisaniu umów o dostawy prądu i zgodzie Ministerstwa Handlu rozpoczęły się prace budowlane. Wzniesiono budynki remizy tramwajowej przy dzisiejszej ulicy Partyzantów oraz wybudowano drewnianą remizę i poczekalnię na końcowym przystanku w Cygańskim Lesie. Zakupiono tabor tramwajowy, który składał się z pięciu wozów motorowych typu Kummer z Drezna, mogących jeździć w dwóch kierunkach (linia bielska nie posiadała końcowych pętli) oraz dwóch wozów doczepnych z wytwórni w Grazu.
Pierwsza próbna jazda bielskiego tramwaju odbyła się 23 października 1895 i wypadła nadzwyczaj pomyślnie. Normalna eksploatacja taboru ruszyła 11 grudnia 1895 roku.
Uruchomiona w Bielsku linia tramwajowa liczyła 4959 metrów długości i była jednotorowa, o prześwicie torów 1000 mm. Taki charakter utrzymała do końca swojego istnienia. Trasa została wyposażona początkowo w 7 mijanek, z których 2 znajdowały się na końcówkach trasy, a także w 14 przystanków. Trasa przebiegała przez dzisiejsze ulice: 3 Maja, Zamkową, 1 Maja, plac Mickiewicza, Partyzantów, Kustronia, Bystrzańską i Olszówka. Połowa przewozów odbywała się na odcinku Cygański Las – Kasa Oszczędności (Zigeunerwald – Sparkasse). Średnia prędkość jazdy ówczesnego tramwaju wynosiła 14 km/h. Szybko stał się on symbolem i wizytówką miasta, ułatwiając przy tym dojazd rzeszom turystów do terenów podgórskich (trasa linii leżała w znacznej mierze na terenie sąsiednich gmin Kamienica i Mikuszowice).

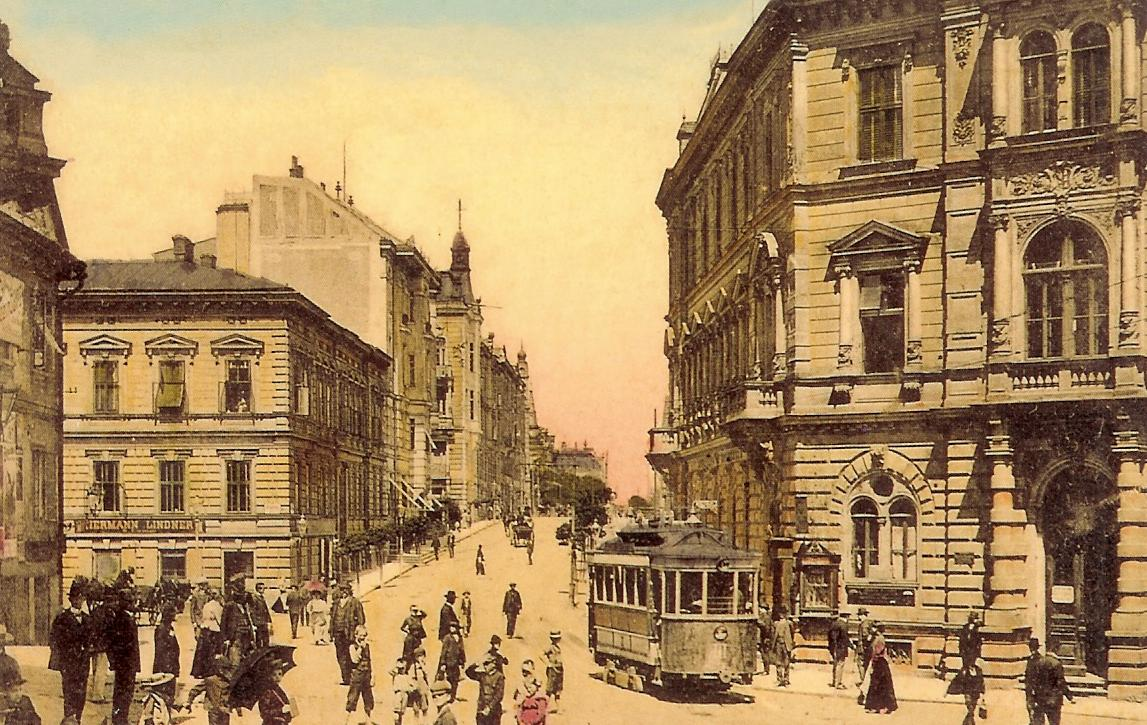
Tramwaj na skrzyżowaniu ulic 3 Maja i Wzgórze (1909)

Wcześniejszy tymczasowy zarząd zastąpiła utworzona 1 lutego 1897 roku Bielitz-Bialaer Electricitäts und Eisenbahn Gesellschaft (Bielsko-Bialska Spółka Elektryczna i Kolejowa), która w pierwszych latach kursowania tramwajów dokonała wielu inwestycji, w tym zakupu kolejnych wozów, budowy murowanej remizy w Cygańskim Lesie i nowego budynku administracyjnego.
Nie zostały jednak zrealizowane projekty dotyczące budowy odnóg istniejącej linii tramwajowej, spośród których najdłuższa miała być poprowadzona do granicy sąsiedniej Białej z Lipnikiem. Pomysł budowy takiej linii, nazywany projektem Biała, powracał jednak na forum miejskie jeszcze kilkakrotnie.

### I wojna światowa
Wybuch I wojny światowej i potrzeby przemysłu bielskiego wywołały powstanie w 1916 roku projektu uruchomienia tramwajowych przewozów towarowych do fabryk (zwłaszcza węgla), m.in. do rozbudowywanej elektrowni miejskiej. Przewozy te uruchomiono w styczniu 1920 roku, budując w tym celu bocznicę kolejową, wyposażoną w odpowiedni dźwig do przenoszenia nadwozi węglarek na wózki tramwajowe. Okres wojenny wpłynął bardzo korzystnie na znaczny wzrost frekwencji – w 1918 roku przewieziono ponad 2 miliony pasażerów.
Komunikacja miejska dwumiasta (jak nazywano zrośnięte już wówczas Bielsko i Białą) nie składała się w okresie Monarchii Austro-Węgierskiej jedynie z trakcji tramwajowej. Przed I wojną światową pojawiły się także pierwsze próby zastosowania do tej roli motorowych omnibusów. 15 kwietnia 1908 roku ruszyła linia tego środka transportu z Białej do Straconki, z jednym kursem dziennie. Prowadzona przez prywatnego przewoźnika istniała do wybuchu wojny w lipcu 1914 roku.

### II Rzeczpospolita

#### Lata 1918–1930
W listopadzie 1918 roku (a formalnie w lipcu 1920) Bielsko stało się częścią II Rzeczypospolitej. Sprawą kontrowersyjną stało się dotychczasowe niemieckie oblicze komunikacji tramwajowej w tym mieście. Przyłączenie do Polski nie wywoływało większych zmian w polityce kierownictwa tramwajowego, zdominowanego przez niemieckich i żydowskich fabrykantów, a będącego niemal poza kontrolą administracji polskiej. Do spraw spółki nie mieszał się w początkach lat 20. magistrat bielski, posiadający wówczas szeroką autonomię. Z czasem musiało jednak dojść do spięć, spowodowanych brakiem wpływu na funkcjonowanie tramwajów przez władze centralne i samorządowe oraz trwaniem przy ich „niemieckim charakterze”.
W roku 1924 doszło do pierwszego poważnego konfliktu między władzami spółki tramwajowej, polskimi pasażerami i władzami wojewódzkimi w Katowicach na tle języka niemieckiego, którym wyłącznie posługiwała się obsługą tramwajowa, co wywoływało liczne awantury, zwłaszcza w pojazdach. Pomimo tego język niemiecki pozostał nadal jako obowiązujący w obsłudze pasażerów i w administracji spółki. Uczynione zostały jednak liczne kroki w celu spolszczenia bielskiej komunikacji tramwajowej – wprowadzono dwujęzyczne napisy na pojazdach, biletach i przystankach (1922); nowe, szaro-błękitne barwy wozów zastąpiły poprzednie, austriackie (1925); sama spółka otrzymała zaś 30 października 1922 roku polską nazwę Bielsko-Bialska Spółka Elektryczna i Kolejowa S.A. (BBSEiK).
Spółka dokonywała w latach 20. dalszych inwestycji. Dla potrzeb zakładów przemysłowych ulokowanych przy linii tramwajowej wybudowano trzy bocznice, przygotowane pod przewozy towarowe (1923–1924). W latach 1925–1926 wybudowano nowy odcinek trasy tramwajowej o długości 787 metrów. Przebiegał on ulicą Zamkową i Partyzantów przez plac Żwirki i Wigury, na którym powstała najdłuższa w Bielsku 90-metrowa mijanka. Przełożenie ruchu tramwajowego z dotychczasowej trasy biegnącej ulicą 1 Maja nastąpiło z dniem 2 maja 1926 roku. W obliczu narastającej frekwencji w 1933 roku został wprowadzony 10-minutowy takt kursowania wozów tramwajowych.
Po przeniesieniu linii tramwajowej na plac Żwirki i Wigury władze spółki doszły do wniosku, że dalsze rozwijanie trakcji szynowej nie ma uzasadnienia z przyczyn ekonomicznych. Zamierzano natomiast przystąpić do budowy komunikacji autobusowej, która w tym czasie rozwijała się już dynamicznie w wielu miastach europejskich i amerykańskich oraz w największych miastach Polski. Zmiana ta otwierała nowy rozdział w dziejach bielskiej komunikacji publicznej.
Na wiosnę 1926 roku kierownictwo BBSEiK wystąpiło o przyznanie zezwolenia na prowadzenie trakcji autobusowej. W czerwcu 1927 roku magistraty Bielska i Białej oraz starostwa powiatowe, za zgodą urzędów wojewódzkich, wydały spółce koncesję na „Przedsiębiorstwo przewozowe dla przewozu ludzi autobusami z silnikiem spalinowym” oraz prowadzenie 4 linii autobusowych: Biała miasto (okrężna), Bielsko (plac Chrobrego) – Wapienica (leśniczówka), Mikuszowice Śląskie – Bystra (sanatorium) oraz Bielsko (dworzec) – Biała – Lipnik (leśniczówka).
18 listopada 1927 roku autobusy ze znakiem firmowym BBSEiK wyruszyły na wytyczone trasy, otwierając tym samym nowy rozdział w historii bielskiej komunikacji.
Podobnie jak w przypadku tramwajów, Bielsko znowu znalazło się wśród pionierskich miast posiadających ten środek transportu w Polsce. Powodzenie pierwszych linii spowodowało, że w 1928 roku spółka zamówiła w Wiedniu następne wozy i zaczęła uruchamiać dalsze linie. W szczytowym okresie rozwoju sieci (wiosna 1931 roku) spółka obsługiwała pięć tras międzymiastowych, sześć podmiejskich i dwie miejskie.
Magistrat bielski chciał w tym czasie powstania konkurencyjnej dla BBSEiK jednostki obsługującej komunikację autobusową w mieście, przyjmując 22 czerwca 1929 roku uchwałę o utworzeniu Śląskich Linii Autobusowych. Członkostwo Bielska w Związku Celowym dla Prowadzenia Komunikacji Autobusowej (stowarzyszeniu tworzącym ŚLA) zostało jednak zablokowane przez Śląską Radę Wojewódzką.

#### Lata 1931–1939
Po krótkim okresie pomyślnego rozwoju trakcji autobusowej BBSEiK w 1931 roku nadszedł poważny kryzys na skutek trwającej w Polsce recesji gospodarczej, która wywołała duże bezrobocie i zubożenie społeczeństwa. Konieczność obniżenia cen wywołała spadek rentowności firmy, a co za tym idzie zawieszenie większości linii i masowe zwolnienia w spółce. Ruch autobusowy odbudowywano w latach 1933–1934, m.in. poprzez przedłużanie już istniejących linii i uruchamianie nowych, a także zakup kilku nowych wozów.
Sytuacja międzynarodowa w końcu lat 30., a zwłaszcza zagrożenie ze strony nazistów, działających w Polsce najaktywniej właśnie w Bielsku, wywołały wręcz konieczność nadania BBSEiK polskiego charakteru. Wprowadzono jedynie polski język urzędowy, przemalowano wozy na kremowo-czerwono (1935) i dokonano zmian kadrowych, w wyniku czego władza w spółce przeszła całkowicie w polskie ręce. Wielkie zasługi w tej kwestii miał Wiktor Przybyła, ówczesny burmistrz Bielska. Później doszło jednak do konfliktu między władzami BBSEiK a radą miejską, spowodowanego wypłaceniem przez spółkę jedynie części zobowiązań wobec gminnej kasy (część nadwyżki finansowej spółki miała, zgodnie z umową, trafiać do magistratu). Władze miejskie podjęły nieudaną próbę przejęcia komunikacji tramwajowej.

### II wojna światowa
1 września 1939 roku, w obliczu niemieckiego najazdu na Rzeczpospolitą, polskie kierownictwo oraz znaczna część pracowników BBSEiK opuścili Bielsko, zabierając ze sobą cały tabor autobusowy spółki – 18 wozów (po wojnie powrócił tylko jeden pojazd). Miasto otrzymało w zamian komunikację międzymiastową, realizowaną jednak przez obce przedsiębiorstwa.
Po zajęciu Bielska przez Wehrmacht (3 września) firmie przywrócono „niemiecki charakter”, usuwając z pracy niemal wszystkich Polaków i zatrudniając tylko miejscowych Niemców. Przedsiębiorstwo przemianowano ją na Strassenbahn- und Autobus Gesellschaft Bielitz (pol. Spółkę Tramwajową i Autobusową Bielsko). Tabor został przemalowany na barwy stalowo-szare.
Podczas wojny z powodzeniem funkcjonowała komunikacja tramwajowa. Początkowo, do listopada 1940 roku, tramwaje kursowały na skróconej trasie (Teatr – Cygański Las), ponieważ wycofujące się oddziały polskie wysadziły w centrum miasta (ulica 3 Maja) tunel kolejowy, uniemożliwiając dojazd tramwaju do dworca kolejowego. W warunkach okupacji komunikacja tramwajowa w Bielsku cieszyła się dużym powodzeniem wśród pasażerów – w latach 1941–1944 liczba rocznych przewozów przekraczała liczbę 3 milionów. Wypracowywano więc spore zyski, na co miało wpływ przede wszystkim nadmierna eksploatacja przestarzałych wozów i pojawienie się na nich po raz pierwszy reklam.
Dalsze przekształcenia spółki nastąpiły w maju 1944 roku, kiedy stała się firmą komunalną, przyjmując jednocześnie nazwę Bielitzer Verkehrsbetriebe AG (Bielskie Przedsiębiorstwo Komunikacyjne S.A.).
Pod koniec stycznia 1945 roku, w ramach ofensywy na bielski okręg przemysłowy, Armia Czerwona spowodowała odcięcie trakcji tramwajowej od dostaw prądu z elektrowni w Dziedzicach, przez co w ostatnich dniach okupacji niemieckiej wozy przestały wyjeżdżać na ulice miasta. 10 lutego Biała, a 12 lutego Bielsko zostały zajęte przez oddziały radzieckie.

### Polska Ludowa

#### Lata 1945–1958
Walki o Bielsko nie spowodowały większych strat w trakcji tramwajowej. Tabor przetrwał nieuszkodzony w zajezdniach i remizach. Już 27 lutego 1945 roku pierwszy powojenny tramwaj wyruszył na trasę Dworzec kolejowy – Cygański Las, ponownie w kremowo-czerwonych barwach. 14 lipca przywrócono funkcjonowanie BBSEiK (pod zarządem przymusowym Ministerstwa Komunikacji), a 27 lipca wprowadzono nową nazwę firmy – Bielska Kolej Elektryczna (BKE).
W warunkach powojennych największym wyzwaniem dla kierownictwa i załogi BKE stało się ponowne uruchomienie, a właściwie całkowita odbudowa trakcji autobusowej. Początkowo eksploatowano pojazdy budowane na podwoziu samochodów ciężarowych, pochodzących z demobilu, w okresie późniejszym zastąpiły je wozy typowe dla komunikacji miejskiej i dalekobieżnej.
1 lutego 1947 roku BKE zorganizowała obchody jubileuszu 50-lecia istnienia spółki tramwajowej w Bielsku, razem z uroczystością poświęcenia jednego z wozów typu Brown Boveri, który przejechał wówczas dokładnie milion kilometrów. Radość z rocznicy nie przysłoniła jednak braków taborowych oraz konieczności modernizacji pojazdów i zaplecza technicznego. Załoga BKE podjęła się więc samodzielnej budowy czterech (?) wozów. W tym samym czasie rozpoczął się dynamiczny wzrost frekwencji w tramwajach (od ponad 5 milionów przewozów w roku 1947), mający postępować przez dwie kolejne dekady.
Końcem lat 40. w Bielsku pojawili się konkurenci komunikacyjni wobec BKE w postaci Śląskich Linii Autobusowych i Państwowej Komunikacji Samochodowej (PKS), którzy zaczęli prowadzić linie podmiejskie i międzymiastowe. Mimo to, nie udało się przez wiele lat powojennych uruchomić tras miejskich.
W 1949 roku Bielska Kolej Elektryczna została przemianowana na Miejskie Zakłady Komunikacyjne w Bielsku (MZK).
Najważniejszym wydarzeniem przełomu lat 40. i lat 50. było powstanie projektu zdecydowanej rozbudowy bielskiej trakcji tramwajowej w ramach założeń planu sześcioletniego. Zaplanowane zostały linie: Dworzec kolejowy – Aleksandrowice (2,6 km), Aleksandrowice – Straconka (6,5 km), Kamienica – Szczyrk (16,2 km); powstać miała także odnoga dotychczasowej trasy w kierunku dolnej stacji projektowanej kolei linowej na Szyndzielnię w Kamienicy-Olszówce. Planowano także powrót do przedwojennego programu Biała poprzez budowę trasy w kierunku ulicy Żywieckiej, a dotychczasowa linia miała być przebudowana na dwutorową o prześwicie 1435 mm. Ostatecznie zrealizowano tylko plany budowy linii spod dworca do Aleksandrowic, a inne, po latach dyskusji, zostały zarzucone.
Kamień węgielny pod nową linię tramwajową położono w lipcu 1950 roku. Trasę o długości 2,6 km wzdłuż ulicy Piastowskiej, jednotorową, z dwoma mijankami i końcową pętlą na Hulance (pierwszą i jedyną tego typu w Bielsku), zbudowano głównie dzięki czynom społecznym tysięcy bielszczan. Uroczyste otwarcie linii tramwajowej nr 2 nastąpiło 22 lipca 1951 roku. Została ona wyposażona w 6 przystanków, a cały przejazd trwał 16 minut. Z biegiem lat okazało się, że projekt był udany, ponieważ wzdłuż przebiegu „dwójki” powstało pięć osiedli mieszkaniowych, tzw. ZOR-ów, dla mieszkańców których – po przesiadce na starą linię, numerowaną odtąd „1” – powstało dogodne połączenie z centrum miasta i terenami wypoczynkowymi.
1 stycznia 1951 roku nastąpiło połączenie Bielska i Białej w jeden organizm miejski, liczący wówczas 58 tysięcy mieszkańców. Decyzją Ministerstwa Gospodarki Komunalnej z dnia 1 marca 1951 roku MZK w Bielsku przekształcono w Miejskie Przedsiębiorstwo Komunikacyjne w Bielsku-Białej (MPK).
Początek funkcjonowania przedsiębiorstwa był okresem całkowitej stagnacji komunikacji miejskiej w dwumieście – zawieszono prace modernizacyjne, brakowało dostaw nowych wozów. Sytuacja w MPK, a w konsekwencji jakość usług przez nie świadczonych, zaczęła się polepszać w drugiej połowie lat 50. Od 1955 roku nowa dyrekcja przedsiębiorstwa dokonywała znaczących kroków w tym kierunku, takich jak liczne dostawy nowych wozów tramwajowych (pozwoliły na zwiększenie częstotliwości kursowania linii nr 1 do ośmiu minut) i autobusowych (postanowiono o kupowaniu jedynie autobusów węgierskich – Mavag i Ikarus), czy likwidacja nierentownych przewozów towarowych. Powstawały także dalsze plany modernizacyjne – projekt budowy nowej zajezdni MPK w Olszówce Dolnej, propozycja utworzenia trakcji tramwajowej na Leszczyny, budowy drugiego toru na linii nr 1, czy też pętli tramwajowej przy dworcu kolejowym. Po raz pierwszy pojawiła się koncepcja wprowadzenia do Bielska-Białej sieci trolejbusowej (1957). W ramach nowej polityki kierownictwa MPK zaczęło ono obsługiwać dużą część powiatu bielskiego i rywalizując z PKS, znacznie ograniczył występujące w latach 50. tzw. kryzysy komunikacyjne.

#### Lata 1959–1971
W kilkudziesięciotysięcznym mieście, ważnym ośrodku przemysłowym, jakim było Bielsko-Biała, brakowało jednak miejskiej komunikacji autobusowej. Po nabyciu nowych autobusów odrodziła się – po dwudziestu latach – 15 czerwca 1959 roku, kiedy powstała linia okrężna (obsługiwana przez 2 autobusy), przebiegająca przez Bielsko i Białą. Popularność tego połączenia była na tyle duża, że jeszcze w tym samym roku (15 grudnia) zastąpiły ją dwie linie autobusowe A i B z 1-godzinną częstotliwością kursowania. Problemem dla trakcji autobusowej był wówczas przede wszystkim brak zaplecza, czy chociażby zajezdni z prawdziwego zdarzenia.
Polityka finansowa przedsiębiorstwa umożliwiła zakup 10 taksówek i 3 bagażówek, przez co 1 sierpnia 1960 roku ruszyła eksploatacja trakcji taksówkowo-bagażówkowej MPK (za miejsce stacjonowania posłużyły dawne budynki książąt Sułkowskich przy ulicy Kołłątaja). Po siedmiu latach zlikwidowane zostały przewozy taksówkowe, pozostawiono jednak w ruchu bagażówki.
Ostatnie dostawy taboru szynowego miała miejsce w latach 1957–1961, kiedy to MPK pozyskało wozy Konstal z Chorzowa i Sanok z Łodzi w 1954 r. W roku 1960 na ulice Bielska-Białej po raz ostatni wyruszyły wozy doczepne, pochodzące jeszcze z początkowego okresu istnienia trakcji.
Przemiany zachodzące w podejściu kierownictwa MPK do funkcjonowania firmy pozwoliły na osiągnięcie znakomitych – jak na czasy PRL – wyników finansowych, a nawet – w latach 1960–1961 – na wypracowanie zysków. W 1961 roku MPK zostało uznane za najlepszą firmę komunikacji miejskiej w Polsce. W kolejnych latach nie udało się jednak utrzymać rentowności.
Mimo dobrej sytuacji finansowej, trudności w funkcjonowaniu komunikacji miejskiej w Bielsku-Białej wymusiły konieczność poszukiwania nowych rozwiązań, które pozwoliłyby choć częściowo poprawić komfort jazdy. Lata 60. miały przynieść sieci trakcji szynowej w Bielsku-Białej czas modernizacji i dalszego rozwoju. MPK wprowadziło liczne udogodnienia dla pasażerów, m.in. tramwaje nocne (od 1960 roku) i kasowniki w wagonach tramwajowych (w 1969 roku zastąpiły ostatecznie konduktorów). W 1966 roku rozpoczęła się budowa zajezdni tramwajowo-autobusowej w Olszówce, trwała jednak ona prawie dziesięć lat, głównie z powodu braku funduszy. Planowano także ponownie budowę drugiego toru na linii nr 1.
W latach 1961–1969 liczba wozów tramwajowych – 42 – ustabilizowała się. Przybywanie nowych pojazdów nie umożliwiło jednak nawet niewielkiego polepszenia się warunków jazdy. Liczba nimi podróżujących wzrastała coraz szybciej, osiągając w 1965 roku wskaźnik ponad 17,5 miliona przewozów rocznie, a najwięcej pasażerów skorzystało z sieci w 1969 roku – prawie 19,3 miliona. Mimo uciążliwości związanych z podróżowaniem „bimbajami”, jak nazywano popularnie bielskie tramwaje, mieszkańcy chętnie korzystali z nich aż do likwidacji sieci.
Równocześnie z dynamicznym wzrostem frekwencji w tramwajach, coraz więcej bielszczan korzystało z usług sieci autobusowej, która w latach 60. zaczęła się poszerzać na przyłączone do miasta dzielnice (Kamienica i Mikuszowice) i obszary peryferyjne, położone z dala od głównych ciągów komunikacyjnych. Powstały wówczas kolejne linie: C, D, E i F, a na początku lat 70. dalsze – G i H. Powstawanie nowych połączeń było wynikiem znaczących zakupów, dzięki którym w latach 1955–1965 liczba autobusów wzrosła z 21 do 57. Równolegle nastąpił znaczny wzrost przewozów rocznych, z niecałych 4 milionów w 1955 roku do ponad 18 milionów pod koniec lat 60.
Pod koniec lat 60. dalsze istnienie trakcji tramwajowej w Bielsku-Białej stanęło pod znakiem zapytania. Wskutek braku dróg przelotowych omijających centrum miasta, ogromnie wzrósł ruch samochodowy, a niemały wpływ na zakorkowanie miasta miały tramwaje, które kursując ciasnymi ulicami tamowały ruch innych pojazdów. Jednocześnie komunikacja szynowa osiągnęła maksimum swych możliwości przewozowych, co spowodowane było ciągłym niedostatkiem taboru, brakiem drugiego toru na obu liniach (przy czym największy problem stanowiły krótkie mijanki) i przestarzałym zapleczem technicznym. Ponadto w tym samym okresie, na skutek działań władz centralnych, doszło do likwidacji większości wąskotorowych sieci tramwajowych w Polsce: olsztyńskiej, wałbrzyskiej, legnickiej i jeleniogórskiej (miasta o zbliżonej do Bielska-Białej liczbie ludności).

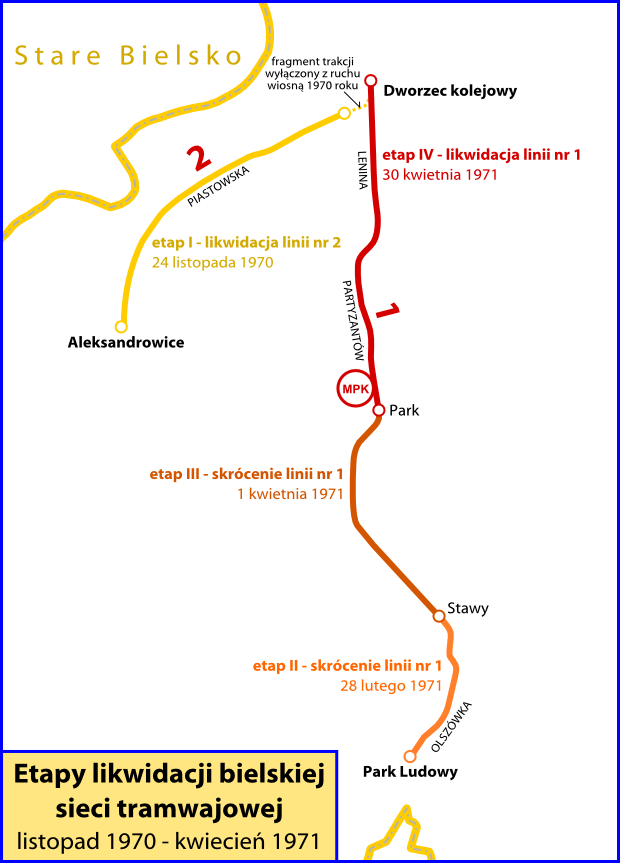
Etapy likwidacji bielskiej sieci tramwajowej (1970-1971)

Niechętne tramwajom władze miejskie, przekonane o słuszności działań KC PZPR i utwierdzone jeszcze w nim po opublikowaniu studium komunikacyjnego Bielska-Białej i raportu z kontroli NIK, przeprowadzonej w MPK, podjęły formalną decyzję o likwidacji trakcji tramwajowej na sesji Miejskiej Rady Narodowej 16 września 1970 roku. Wcześniej jednak, przez wiosnę i lato tego roku trwały prace remontowe na obu trasach, kontynuowana była także budowa zajezdni tramwajowej. Jednocześnie skrócono linię nr 2.
Proces zakończenia eksploatacji sieci został rozłożony na cztery etapy:
1. likwidacja linii nr 2 – 24 listopada 1970,
2. skrócenie linii nr 1 do przystanku Stawy – 28 lutego 1971,
3. skrócenie linii nr 1 do przystanku Park – 1 kwietnia 1971,
4. likwidacja linii nr 1 – 30 kwietnia 1971[31].

Linię tramwajową nr 2 zastąpiła trasa autobusowa K (Aleksandrowice – Partyzantów – 1 Maja – Aleksandrowice) z wariantem K bis (ZOR II – Dworzec), przedłużona po likwidacji linii nr 1 do Parku Ludowego. W tym samym roku dokonano zmiany nazewnictwa linii autobusowych MPK – otrzymały one numery, zastępujące dotychczas funkcjonujące oznaczenie literowe.

#### Lata 1971–1982
Po likwidacji sieci elektrycznej Bielsku-Białej pozostała jedynie samochodowa komunikacja miejska, która musiała nie tylko przejąć wielotysięczną rzeszę pasażerów tramwajów, lecz także poradzić sobie z wciąż wzrastającą liczbą mieszkańców miasta – nowych klientów MPK.
Zgodnie z zawartą przez Miejską Radę Narodową umową, wozy tramwajowe pozostałe po likwidacji sieci zostały przekazane do Łodzi w zamian za 35 autobusów marki Ikarus (modele 556 i 620), co pozwoliło na znaczne zwiększenie taboru autobusowego MPK (w 1971 roku – 83 pojazdy).
Nieustannie poszerzała się siatka połączeń komunikacji miejskiej – nowe linie i przedłużone dawniejsze kursy powiązały centrum miasta z budowanymi osiedlami mieszkaniowymi (Złote Łany) i nowymi częściami miasta – dawnymi wioskami (Straconka, Krzemionki, Mikuszowice, a także wielkimi zakładami przemysłowymi, przede wszystkim z Fabryką Samochodów Małolitrażowych. W 1968 roku otwarto nieczynny już obecnie Szpital Stalownik w Mikuszowicach Krakowskich przy ulicy Stalowej 10, przez co wydłużono tam linię nr 2, która kursuje tam do dziś. Powstała także pierwsza w Bielsku-Białej autobusowa trasa nocna.
Na początku lat 70., podobnie jak w poprzedniej dekadzie, liczba przewozów pasażerskich dużo szybciej, niż w tym samym czasie liczba ludności miasta. W 1971 roku autobusy przewiozły 39 milionów pasażerów (przy 106 tys. mieszkańców), a w 1974 już 52 mln (117 tys. obywateli). Konieczną dalszą rozbudowę taboru umożliwiła dostawa nowych 27 autobusów w 1973 roku, w tym 6 wozów Jelcz PR100, budowanych na francuskiej licencji Berlieta.
Przełomowym momentem w historii MPK było otwarcie długo oczekiwanej zajezdni w Olszówce, przy ulicy Długiej 50, co nastąpiło na jesieni 1974 roku. Na terenie 7 hektarów powstały budynki administracyjne (przeniesiono tam kierownictwo przedsiębiorstwa) i obsługi technicznej pojazdów, w tym stacja benzynowa. Wybudowana za blisko 84 mln złotych zajezdnia miała docelowo pomieścić 160 autobusów i 90 bagażówek, co przy ówczesnej liczebności taboru (1973 – 114 autobusów, 54 bagażówki) umożliwiało znaczne jego powiększenie – zakupiono pierwsze w MPK Ikarusy 260.

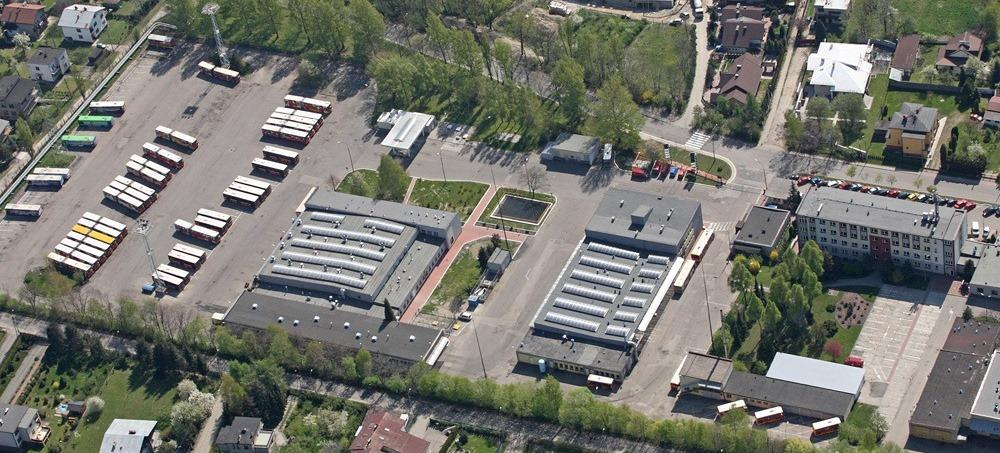
Zajezdnia przy ul. Długiej (widok współczesny)

Znaczne utrudnienia w funkcjonowaniu komunikacji miejskiej w centrum Bielska-Białej miały miejsce podczas przebudowy ciągu drogi przelotowej północ-południe (ul. 3 Maja, Zamkowa, Partyzantów) w latach 1972–1975, związanych m.in. z licznymi wyburzeniami w celu poszerzenia ulic. Linie autobusowe kierowane były wówczas długotrwałymi objazdami.
Pomimo braku rentowności, MPK utrzymywało się w czołówce krajowej pod względem wskaźników eksploatacyjnych. Połowa lat 70. przyniosła stabilizację finansową i organizacyjną zakładu (w 1974 roku załoga przedsiębiorstwa zdobyła I miejsce we współzawodnictwie zakładów komunikacji miejskiej), ponownie planowano wprowadzenie w Bielsku-Białej komunikacji trolejbusowej. Zmiany w strukturze MPK przyniosło wprowadzenie nowego podziału administracyjnego od 1 czerwca 1975 roku.
1 lipca 1975 roku Miejskie Przedsiębiorstwo Komunikacyjne zostało przekształcone w Wojewódzkie Przedsiębiorstwo Komunikacyjne w Bielsku-Białej, składające się z 4 zakładów: bielskiego, żywieckiego, oświęcimskiego i kęckiego. Mimo tego, że wiele z linii WPK miało identyczną numerację, nie zdecydowano się na wprowadzenie w niej zmian.
Po 1975 roku powstała nowa sieć komunikacji podmiejskiej Zakładu nr 1 w Bielsku-Białej, która początkowo obejmowała 8 linii (w tym dwóch kursujących także na obszarze Czechowic-Dziedzic, należących wówczas do województwa katowickiego), a ogół linii miejskich – 21, obsługiwanych przez 129 autobusów (w tym blisko połowę stanowiły Jelcze PR100, które – według planów – miały całkowicie zastąpić Ikarusy). Nowe trasy obejmowały coraz liczniejsze osiedla mieszkaniowe na obrzeżach centrum (Beskidzkie, Wojska Polskiego, Słoneczne) i przyłączane do miasta okoliczne wsie (Hałcnów, Komorowice, Stare Bielsko, Wapienica). Tabor powiększał się o nowe typy autobusów marki Jelcz – 272 MEX (popularny „ogórek”) i PR110 (zwany potocznie „Berlietem”).
Dalszy dynamiczny wzrost liczby pasażerów był jedną z przyczyn narastania problemów komunikacji miejskiej w Bielsku-Białej (1979 – ponad 80 mln). Zdecydowanie jednak większy na to wpływ miał kryzys gospodarczy, nasilający się w drugiej połowie dekady. Jednym z najpoważniejszych problemów był brak części zamiennych i odpowiedniego wyposażenia technicznego WPK, jednocześnie wzrastał liczba doraźnych remontów nadmiernie eksploatowanych wozów. Znacznie pogorszyły się również warunki płacowe pracowników przedsiębiorstwa.
Koniec lat 70. przyniósł najpoważniejszy kryzys w historii bielskiej komunikacji miejskiej. Poza czynnikami ekonomicznymi, fatalna w skutkach okazała się „zima stulecia” (1978/1979). Na fali strajków zakładów pracy, obejmujących obszar całego kraju, manifestując solidarność z protestującymi, w dniach 27–31 sierpnia 1980 roku załoga WPK Bielsko-Biała przeprowadziła strajk, do którego przyłączyli się m.in. pracownicy FSM i pozostałych przewoźników komunikacji publicznej (poza PKP). Jego przywódca – Patrycjusz Kosmowski – został wybrany na przewodniczącego Regionu Podbeskidzie NSZZ „Solidarność”. Na przełomie stycznia i lutego 1981 roku załoga WPK uczestniczyła także w strajku generalnym „Solidarności” Regionu Podbeskidzie. Podczas obu strajków komunikacja miejska w Bielsku-Białej nie funkcjonowała.
Kolejne załamanie pracy WPK spowodowało wprowadzenie stanu wojennego (13 grudnia 1981), kiedy zakład został zmilitaryzowany. Obostrzenia godziny policyjnej i aresztowania niektórych działaczy „Solidarności” spośród pracowników przedsiębiorstwa wywołało znaczne ograniczenie liczny wykonywanych kursów.

#### Lata 1982–1989

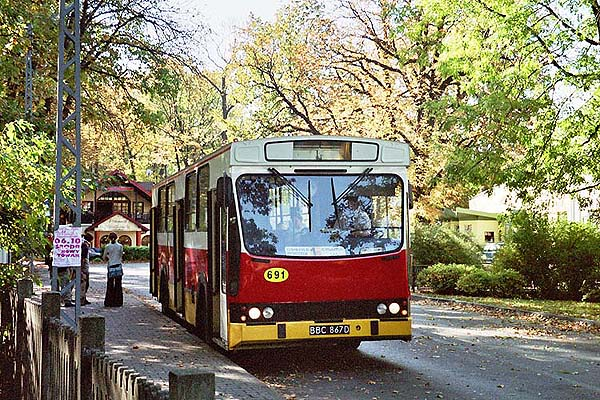
Jelcz M11 na pętli w Cygańskim Lesie

W czasie stanu wojennego wojsko przeprowadziło reorganizację WPK, które w zimie 1982 roku uległo ponownemu przekształceniu w Miejskie Przedsiębiorstwo Komunikacyjne, z dwoma zakładami w Bielsku-Białej i Żywcu.
Na przełomie lat 1981/1982 niemal 100% autobusów, posiadanych przez zakład bielski, stanowiły Jelcze PR110. Sytuacja ta zaczęła się zmieniać w 1982 roku, kiedy powrócono do zakupywania Ikarusów, przy czym pojawiły się w Bielsku-Białej pierwsze autobusy przegubowe Ikarus 280, stanowiące obecnie większość wozów bielskiej komunikacji miejskiej. Trwał dalszy wzmożony wzrost liczby przewozów (1984 – 102 mln) i linii (1985 – 31 miejskich, 8 podmiejskich), spowodowany m.in. włączeniem jednego z największych osiedli mieszkaniowych w mieście – Karpackiego – w sieć MPK, „dusiło się” ponadto centrum Bielska-Białej, w związku z czym podjęte zostały m.in. decyzje o znacznych zmianach w przebiegu śródmiejskich linii.
Dostawy nowych autobusów, których liczba przekroczyła parametry zajezdni w Olszówce, wywołały potrzebę jej modernizacji i rozbudowy. W 1984 roku pojawił się projekt budowy nowej zajezdni w Wapienicy, a także powrócono do planów stworzenia sieci trolejbusowej (1988), na których zrealizowanie nie wystarczyło jednak środków finansowych.
Kolejna fala kryzysu gospodarczego końca lat 80., „łagodniejszego” w skutkach od poprzedniego, odbiła się ponownie na działalności bielskiej komunikacji miejskiej. Jednym z widocznych jego skutków było stopniowe zmniejszanie się liczby posiadanych przez bielski zakład MPK autobusów, która od apogeum na początku dekady, zmalała do 135 w 1987 roku. W tym samym czasie pojawiły się jednak nowe typy wozów – Jelcz M11 i Zemun IK160P. Poza problemami taborowymi, znacznym utrudnieniem w funkcjonowaniu MPK były przeprowadzane pod koniec lat 80. liczne strajki na tle płacowym i politycznym (związanymi m.in. z żądaniem ponownej legalizacji „Solidarności”). Upadający system realnego socjalizmu nie był w stanie uporać się z rozkładem socjalistycznej gospodarki i dotychczasowej sytuacji społeczno-politycznej.

### Czasy najnowsze

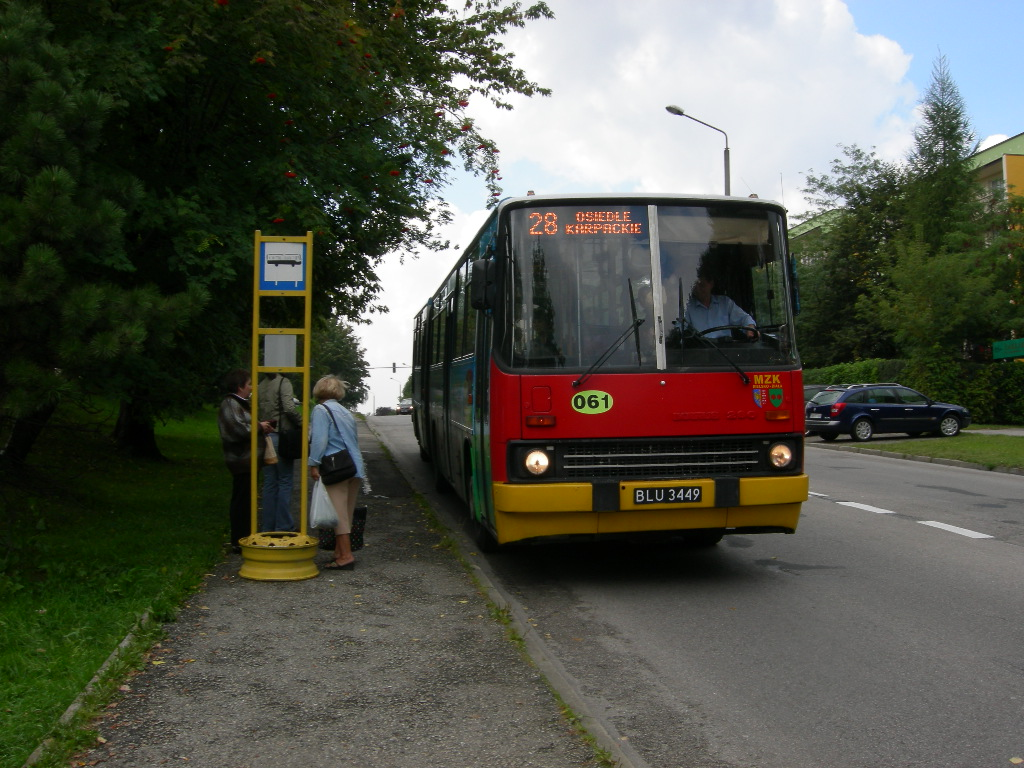
Ikarus 280.70E #061 na osiedlu Wojska Polskiego

#### 1989-2000
Przełom przyniosły wybory 4 czerwca 1989 roku i reformy wprowadzane przez pierwszy powojenny niekomunistyczny rząd Tadeusza Mazowieckiego. Najważniejszymi zmianami w funkcjonowaniu były: wprowadzenie samorządu pracowniczego i zniesienie odgórnie narzucanych cen biletów, istotne były także zmiany nazewnictwa przystanków, związane z przemianowaniem wielu nazw ulic Bielska-Białej. W 1990 roku oddzielony został od przedsiębiorstwa Zakład nr 2 w Żywcu i zlikwidowano trakcję bagażówkową.
Po przywróceniu odrębnych samorządów gminnych postanowiono przekształcić MPK w jednostkę budżetową Urzędu Miejskiego. W tym celu postawiono przedsiębiorstwo w stan likwidacji. Uchwałą Rady Miejskiej utworzony został Miejski Zakład Komunikacyjny (MZK), który rozpoczął działalność 1 lipca 1991 roku, przejmując schedę po MPK.
Pierwsze lata funkcjonowania MZK to przede wszystkim likwidacja nierentownych połączeń. W sieci miejskiej zawieszone zostały specjalne linie prowadzące przede wszystkim do największych zakładów pracy i kursy dublujące się. Jednocześnie nowe połączenia zapewniły dostęp do komunikacji publicznej mieszkańcom osiedla Polskich Skrzydeł, Sarni Stok i Langiewicza. Radykalne „cięcia” spotkały sieć linii podmiejskich, z których pozostały tylko dwie (56 i 57), reszta zaś obsługiwana jest przez PKS Bielsko-Biała. Spowodowane było to przede wszystkim koniecznością dopłacania do nich przez gminy, gdzie docierały kursy pozamiejskie.
Jednocześnie po raz pierwszy w historii pojawił się na terenie Bielska-Białej obcy przewoźnik komunikacji miejskiej – PKM Czechowice-Dziedzice, który poprowadził własną linię nr 7 do bielskiego dworca kolejowego. Z czasem połączenie to uzyskało oznaczenie rzymskie „VII”.
Poza zmianami organizacyjnymi uwagę bielszczan przykuwała szybko wzrastająca liczba reklam, umieszczanych na pojazdach komunikacji miejskiej. Początkowo miały one dość małe rozmiary, z czasem jednak ewoluowały, co doprowadziło w wielu przypadkach do całkowitego zasłonięcia widoku z wnętrza autobusów przez szyby.

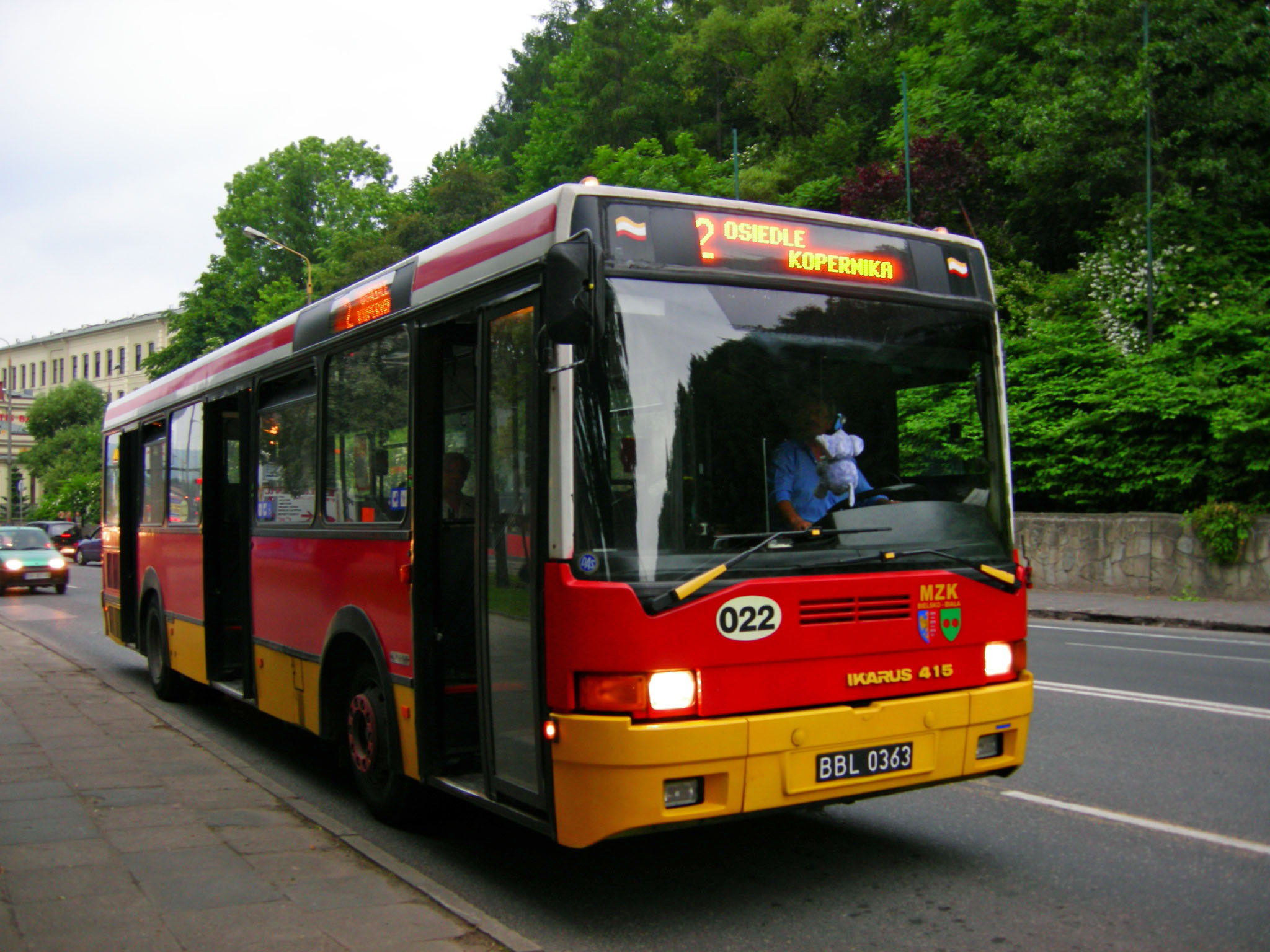
Ikarus 415.14B #022 na ulicy Partyzantów

Lata 90. przyniosły zmianę podejścia pod względem szkodliwości komunikacji autobusowej dla środowiska naturalnego, jak również ułatwienia dostępu do transportu publicznego osobom niepełnosprawnym. W latach 1995–1997 pojawił się w taborze MZK pierwsze autobusy niskopodłogowe, spełniające także europejskie normy emisji spalin Ikarusy: 405, 411 i 412, a także średniopodłogowe 415. Dostawa tych wozów spowodowała wprowadzenie do rozkładów jazdy gwarantowanych kursów niskopodłogowych (początkowo na linii nr 1). Kontynuowano ponadto zakupy przegubowych Ikarusów 280.
Kilka lat później o autobusy niskopodłogowe wzbogacił się również PKM Czechowice-Dziedzice, zakupując w latach 2000–2001 trzy Solarisy Urbino 12.

#### Początek XXI wieku

##### Zmiany w sieci komunikacyjnej
Pierwsze lata obecnej dekady przyniosły falę zmian przebiegu wielu linii. W 2001 roku otwarty został największy w mieście Szpital Wojewódzki przy al. Armii Krajowej, gdzie skierowano kilka połączeń (np. 1, 12, 23). Większa część kursów linii dojeżdżających wcześniej do dworca kolejowego i autobusowego została wydłużona do otwieranych w latach 2001–2002 hipermarketów wzdłuż ul. Warszawskiej i Bohaterów Monte Cassino. Ich dyrekcje zdecydowały się na zlecenie obsługiwania linii bezpłatnych, mających zachęcić do liczniejszego odwiedzania marketów. Początkowo kursowały na nich autobusy MZK, z czasem jednak ich część przejął prywatny przewoźnik ze Skoczowa – Sanbus (obsługujący je głównie autobusami marki Karosa). Ostatnie z linii bezpłatnych zlikwidowano 1 stycznia 2009 roku.
Nowe połączenia objęły nieobsługiwane dotąd przez komunikację miejską rejony peryferyjne (ul. Polna, Gościnna, Nad Potokiem, Langiewicza, Wapienna, Brzóski) – powstały m.in. linie 5 (obecnie zastąpiona linią 35), 18, 26, 27, a także „linia przewozu studenckiego”, dzisiejsza 24BIS (do Akademii Techniczno-Humanistycznej). Przywrócono, bądź utworzono także kilka tras podmiejskich, w tym linie 50, 51 i 52. Powstały także nowe kursy nocne (N1, N2 i N3), wykorzystywane głównie przez pracowników MZK, w miejsce istniejącej wcześniej jednej linii nocnej. W dniu 02.01.2012 uruchomiono dwie nowe linie autobusowe: 34 i 35 (w wariantach 35L i 35S), a od 05.05.2014 uruchomione zostaną nowe linie autobusowe 37 i 38. Od 1 września 2015 autobusy nie kursują już do CH Sarni Stok.
Przełom 2020 i 2021 roku przyniósł kilka zmian w sieci komunikacyjnej. W 2020 roku wydłużono linie nr 2 do Wilkowic Górnych, Połączono linie nr 56 i 56BIS w jedną linie nr 56.
Od 23 listopada 2020 uruchomione zostały Ogólnodostępne linie pracownicze P1 i P2. Od 1 lutego 2021 linia nr 56 została skrócona do przystanku Janowicka Niklówka (w związku z wygaśnięciem Porozumienia Komunalnego z Gminą Bestwina, jednocześnie od 1 lutego 2021 linia zaczyna i kończy bieg na przystanku Warszawska Dworzec, a nie jak dotychczas na przystanku Podwale Dworzec. Kolejne zmiany nastąpiły od 01.04.2021. W związku z wygaśnięciem Porozumienia Komunalnego z Gminą Jasienica, zlikwidowane zostały linie nr 51 i 52, a Linia nr 25 została skrócona do przystanku Mazańcowice Spółdzielnia, przy jednoczesnym wydłużeniu linii w dni robocze do przystanku Osiedle Sarni Stok. Zmiany objęły także skrócenie linii nr 27 do przystanku Warszawska Dworzec, oraz likwidację zawieszonych linii nr 14,30,37 i 38. Od 04.05.2021 zlikwidowana została linia nr 36 i uruchomiona została kolejna linia pracownicza P3. Od 1 lipca nastąpiła zmiana tras linii nocnych N1 oraz N2. Kolejne duże zmiany nastąpiły w październiku 2021 roku. Od 1 października nastąpiło przetrasowanie linii nr 10 i 24. Linia nr 10 kursuje od 1 października do przystanku Mikuszowice Błonia ATH, a linia nr 24 do przystanku Mikuszowice Śląskie. Ponadto została zlikwidowana linia nr 24 BIS. Od 11 października 2021 roku nastąpiły kolejne zmiany tym razem w zakresie obsługi przystanków. Dla Linii nr 12,32 oraz N2 na Ulicy Hałcnowskiej został uruchomiony nowy przystanek Hałcnowska/Architektów (w obu kierunkach), dla Linii P3 oraz wydłużonych kursów linii nr 19 przystanki Konwojowa/TNT i Konwojowa/Tacho zostały zastąpione jednym przystankiem o nazwie Konwojowa/Strefa Przemysłowa (przystanek w obu kierunkach) Na linii nr 19 dodatkowo w kierunku Osiedla Złote Łany do obsługi został dodany przystanek Kwiatkowskiego/Most. Od 1 Stycznia 2022 zlikwidowano linie P3 oraz dokonano zmian w nazewnictwie przystanków autobusowych.
W dniu 01.09.2022 nastąpiło połączenie linii nr 21 i 34, wskutek czego Linia nr 21 została zlikwidowana, a Linia nr 34 wydłużona została do pętli Osiedle Langiewicza oraz skierowana przez Szpital Wojewódzki.
Również czechowicki PKM rozszerzył ofertę własnych przewozów w obrębie Bielska-Białej, przedłużając linię nr 5 – początkowo do Centrum Handlowego Sarni Stok (2001), a ostatecznie do dworca Bielsko-Biała Główna (2005). W październiku 2009 została uruchomiona linia X, łącząca miasto z Zabrzegiem.

##### Modernizacja taboru

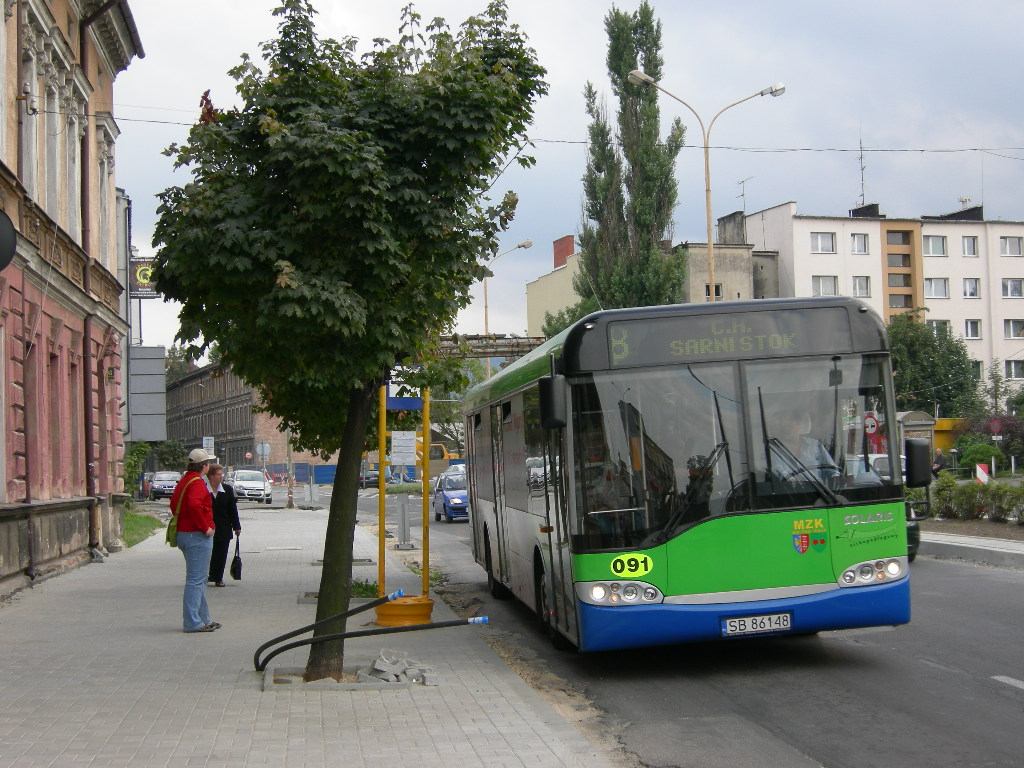
Solaris Urbino 12 #091 koło placu Mickiewicza (dawne barwy wozów MZK)

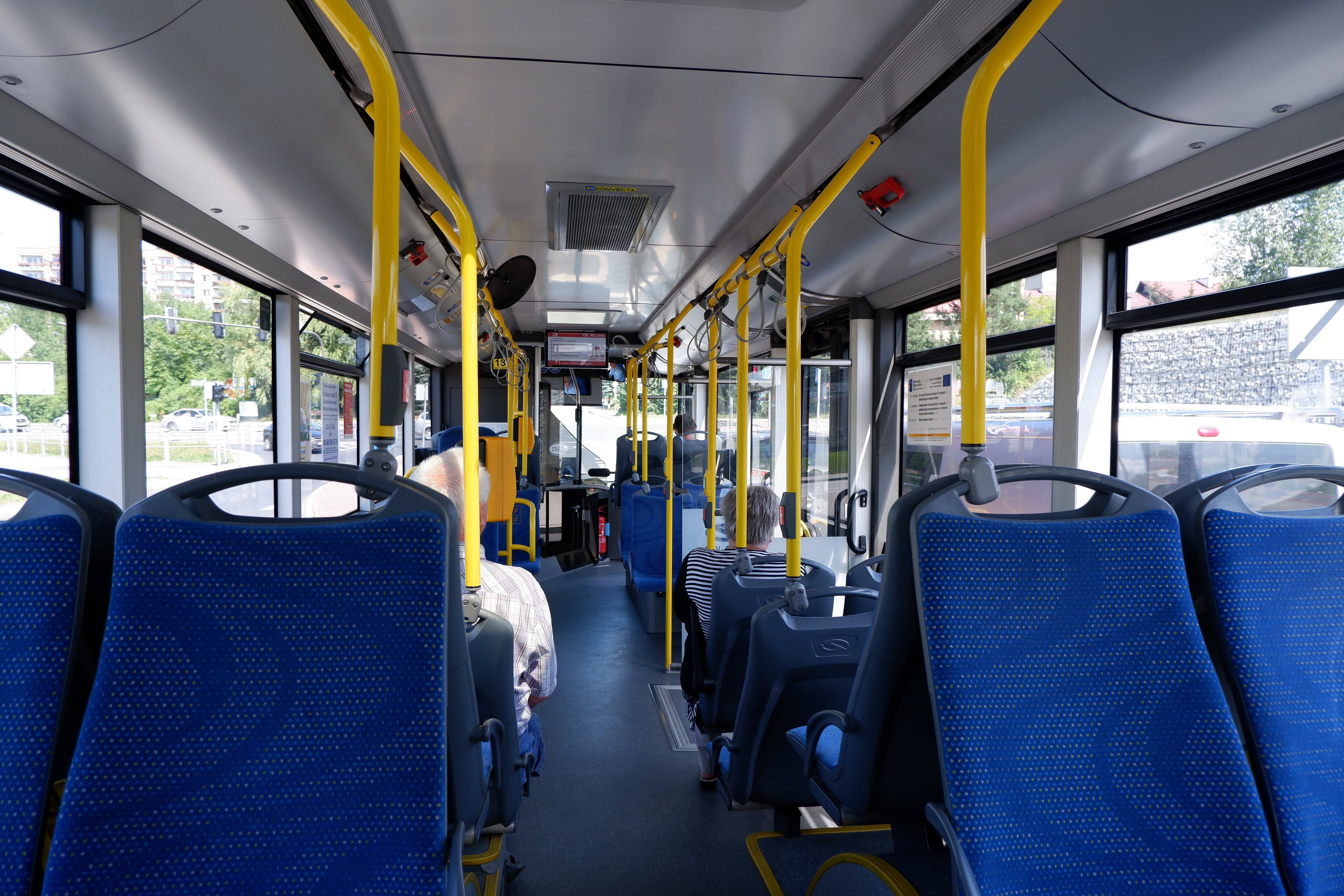
Wnętrze Solaris Urbino 12 #187

W grudniu 2002 roku MZK otrzymało 6 dalszych autobusów Solaris Urbino 12. Wyróżniały się one charakterystycznym, zielono-niebieskim malowaniem, które wkrótce „przejęły” inne autobusy. Wywołało to liczne kontrowersje, co doprowadziło do opracowania i wprowadzenia w styczniu 2004 roku nowego, oficjalnie zatwierdzonego przez prezydenta miasta, wzoru malowania autobusów MZK (barwy: biała, czerwona i żółta, podobnie jak na fladze miejskiej).
6 czerwca 2006 roku dotarła do Bielska-Białej pierwsza część kolejnych 10 Solarisów Urbino 12. Między grudniem 2006 a czerwcem 2007 roku pojawiły się kolejne nabytki MZK – 6 minibusów Jelcz M081MB3 Vero, wykorzystywane głównie do obsługi kursów o niskiej liczbie pasażerów. Zakupiono ponadto używane w przewozie osób niepełnosprawnych (poza ruchem liniowym) 4 Volkswageny Transportery T5, które zastąpiły dotychczasowych 2 wozów typu T4.
Ostatnimi nabytkami MZK Bielsko-Biała są Mercedesy Citaro (10 sztuk), które wprowadzone zostały do eksploatacji w październiku 2008 roku. W 2009 do Bielska-Białej przyjechało 5 Solarisów Urbino 12. W 2010 Bielski MZK kupił 3 minibusy marki Autosan Wetlina. W grudniu 2010 roku do stolicy Podbeskidzia po raz pierwszy w historii pojawiło się 6 niskopodłogowych autobusów przegubowych marki Mercedes-Benz O530G. W 2011 roku MZK zakupił 4 Mercedesy O530G oraz 10 Mercedesów Conecto Jednocześnie, wraz z kolejnymi dostawami taboru, z ruchu liniowego wycofywane są kolejne, przestarzałe autobusy (Jelcz PR110 – wycofane całkowicie w grudniu 2007, Jelcz M11 – do września 2008, Mercedes O305), jak i zakupione w ostatniej dekadzie XX wieku (Ikarus 415). W 2012 roku z taboru (MZK Bielsko-Biała) wycofano Ikarusy 280.26.
Kolejnych zakupów dokonał także PKM Czechowice-Dziedzice – 4 Solarisy Urbino 12 (2004, 2007, 2008) i 2 Solarisów Urbino 15 (2004, 2007).

## Współczesne funkcjonowanie

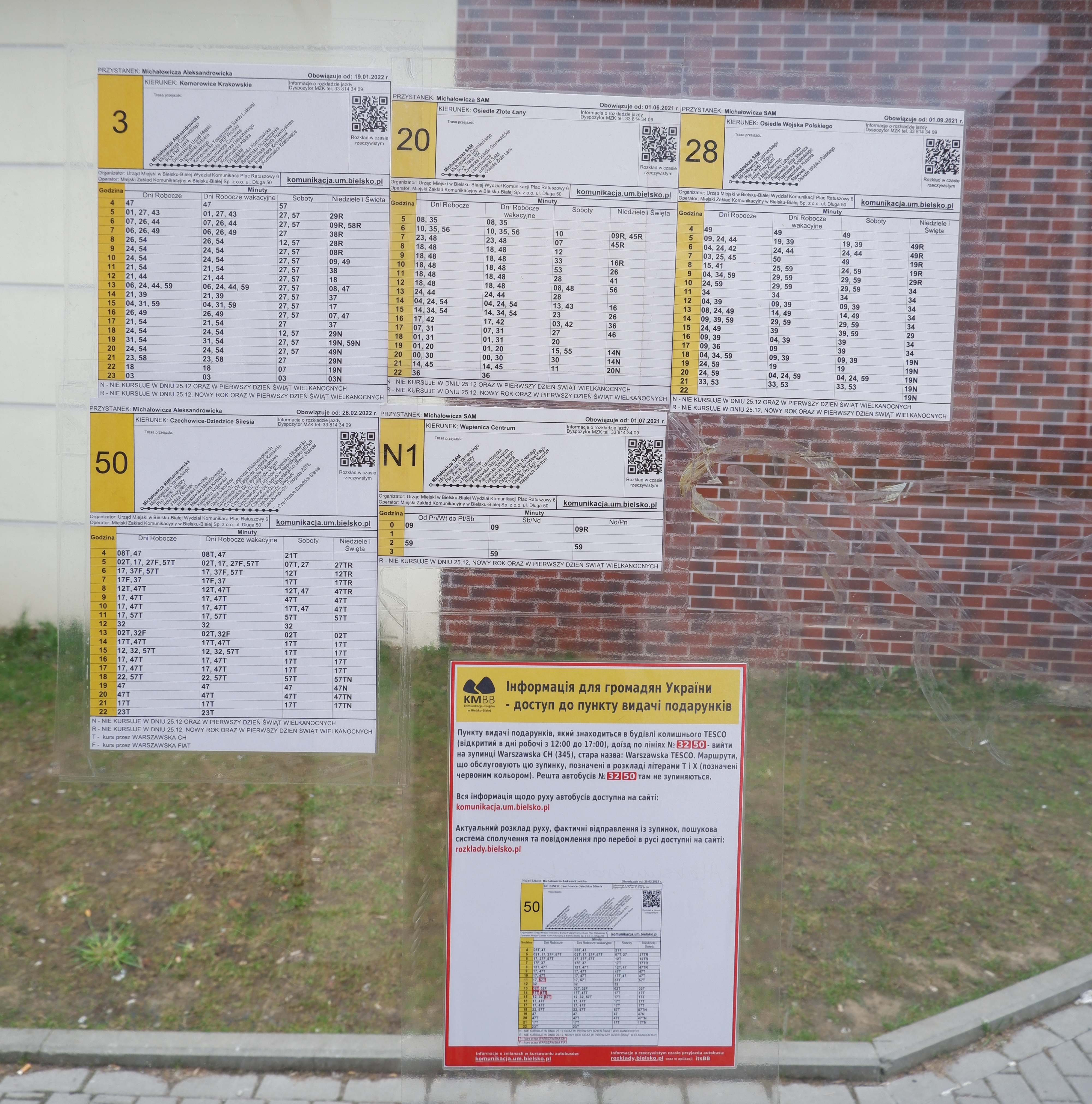
Rozkłady jazdy autobusów MZK (przystanek Michałowicza/Aleksandrowicka)

### Operatorzy

#### Zakłady budżetowe
Wiodącym przewoźnikiem komunikacji miejskiej w Bielsku-Białej jest Miejski Zakład Komunikacyjny – zakład budżetowy miasta, działający na podstawie stosownych uchwał Rady Miejskiej i statutu zatwierdzonego przez Zarząd Miasta. Głównym zadaniem MZK jest prowadzenie regularnej komunikacji autobusowej w granicach administracyjnych Bielska-Białej, a także – za zgodą Rady Miejskiej – poza nimi, przy zawarciu umów dwustronnych z gminami ościennymi.
Pierwszym obcym i konkurencyjnym dla MZK (i jego poprzedników – MPK i WPK) przewoźnikiem w Bielsku-Białej było Przedsiębiorstwo Komunikacji Miejskiej w Czechowicach-Dziedzicach, które uruchomiło w październiku 1994 roku linię łączącą oba miasta – 7 (późniejsza VII). Podobnie jak w przypadku MZK, czechowickie przedsiębiorstwo działa na terenie ościennych gmin (a więc i na obszarze Bielska-Białej) na podstawie dwustronnych umów komunalnych.

### Sieć komunikacyjna

#### Linie MZK Bielsko-Biała
Sieć MZK składa się z 40 linii autobusowych, spośród których 6 wykracza poza granice miasta (2,19, 33, 50, 53 i 57).
Zdecydowana większość linii kursuje przez ścisłe centrum miasta lub w rejon dworców PKS i PKP (poza liniami 3, 12, 19, 20, 34), co powoduje nadmierne zagęszczenie połączeń komunikacji miejskiej, prowadzących przez newralgiczne punkty sieci drogowej Bielska-Białej. W sieci MZK nie zastosowano dotychczas systemu „przesiadkowego”, w którym mogłyby istnieć linie magistralne ze zwiększoną częstotliwością kursowania, na które dałoby się przesiadać w przeznaczonych do tego miejscach.
Specyficzną cechą połączeń MZK jest duża liczba kursów wariantowych (wydłużonych, bądź o innej niż zasadnicza trasie), które występują na wielu liniach: 2, 3, 6, 7,10, 11, 12, 13, 16, 17, 19, 20, 22, 24, 33, 53, 57
| Linia | Relacja i przystanki na trasie | Inne przystanki końcowe dodatkowe informacje |                         |
| ----- | --- | --- | ----------------------- |
| 1     | OSIEDLE BESKIDZKIE: Szarotki/Lotnicza, Szarotki/Cieszyńska, Cieszyńska/Hulanka, Piastowska/Sobieskiego, Piastowska/Starostwo Powiatowe, Piastowska/Dworzec, Hotel Prezydent, Plac Żwirki i Wigury, Plac Mickiewicza, Partyzantów/Apena, Partyzantów/Andersa, Boboli/Szpital Wojewódzki, Zajezdnia MZK, Olszówka/Bystrzańska: CYGAŃSKI LAS CYGAŃSKI LAS: Bystrzańska/Olszówka, Zajezdnia MZK, Armii Krajowej/Szpital Wojewódzki, Partyzantów/Andersa, Partyzantów/Apena, Plac Mickiewicza, Plac Żwirki i Wigury, Hotel Prezydent, 3 Maja/Dworzec, Piastowska/Lubertowicza, Piastowska/Starostwo Powiatowe, Piastowska/Sobieskiego, Cieszyńska/Hulanka, Szarotki/Cieszyńska, Szarotki/Lotnicza: OSIEDLE BESKIDZKIE | | przewóz osób na wózkach |
| 2     | OSIEDLE KOPERNIKA: Cieszyńska/Hulanka, Konopnickiej/Grodeckiego, Konopnickiej/Szpital Pediatryczny, Grunwaldzka/Szpital Miejski, Piastowska/Starostwo Powiatowe, Piastowska/Dworzec, Hotel Prezydent, Dmowskiego/Urząd Miejski, PCK/PKP Lipnik, Żywiecka/Osiedle Grunwaldzkie, Żywiecka/Hotel, Żywiecka/Leszczyny, Żywiecka/Pawia, Żywiecka/Dworek, Mikuszowice/Dom Kultury, Żywiecka/Owocowa, Mikuszowice Krakowskie, Wilkowice/Sanatorium, Wilkowice/Potoczek, Wilkowice/Strażnica, Wilkowice/Sklep: WILKOWICE GÓRNE WILKOWICE GÓRNE: Wilkowice/Sklep, Wilkowice/Strażnica, Wilkowice/Skrzyżowanie, Wilkowice/Potoczek, Wilkowice/Sanatorium, Mikuszowice Krakowskie, Żywiecka/Owocowa, Mikuszowice/Kultury, Żywiecka/Dworek, Żywiecka/Pawia, Żywiecka/Leszczyny, Żywiecka/Hotel, Żywiecka/Osiedle Grunwaldzkie, PCK/PKP Lipnik, Dmowskiego/Urząd Miejski, Hotel Prezydent, 3 Maja/Dworzec, Piastowska/Lubertowicza, Grunwaldzka/Szpital Miejski, Konopnickiej/Szpital Pedriatryczny, Konopnickiej/Grodeckiego, Cieszyńska/Hulanka: OSIEDLE KOPERNIKA | Wybrane Kursy Skrócone Do Przystanku MIKUSZOWICE KRAKOWSKIE | przewóz osób na wózkach |
| 3     | SZPITAL WOJEWÓDZKI:Gościnna/Armii Krajowej, Gościnna/Działki, Gościnna/Kolista, Kolista/Działowa, Kolista/Niwna, Kolista/Osiedle Karpackie, Osiedle Karpackie/Kolista, Osiedle Beskidzkie/Kładka, Osiedle Beskidzkie, Michałowicza/Aleksandrowicka, Michałowicza/Czarnieckiego, PCK/PKP Lipnik, Dmowskiego/Urząd Miejski, Wyzwolenia/Szkolna, Paderewskiego, Komorowicka/Towarzystwa Szkoły Ludowej, Komorowicka/PKP Wschód, Komorowicka/Czerwona, Komorowicka/Daszyńskiego, Komorowicka/Kładka, Olimpijska, Daszyńskiego/Stażystów Bestwińska/Komorowicka, Bestwińska/Oczyszczalnia, Bestwińska/Strefa Przemysłowa, Bestwińska/Kromparek :KOMOROWICE KRAKOWSKIE KOMOROWICE KRAKOWSKIE: Bestwińska/Kromparek, Bestwińska/Strefa Przemysłowa, Bestwińska/Oczyszczalnia, Bestwińska/Komorowicka, Daszyńskiego/Stażystów, Olimpijska, Komorowicka/Kładka, Komorowicka/Daszyńskiego, Komorowicka/Czerwona, Komorowicka/PKP Wschód, Komorowicka/Towarzystwa Szkoły Ludowej, Komorowicka/Paderewskiego, Dmowskiego/Urząd Miejski, PCK/PKP Lipnik, Michałowicza/Czarnieckiego, Michałowicza/Reja, Osiedle Beskidzkie, Osiedle Beskidzkie/Kładka, Kolista/Osiedle Karpackie, Kolista/Niwna, Kolista/Działowa, Gościnna/Kolista, Gościnna/Działki, Gościnna/Armii Krajowej: SZPITAL WOJEWÓDZKI | Wybrane kursy skrócone do przystanku OSIEDLE KARPACKIE | przewóz osób na wózkach |
| 4     | OSIEDLE POLSKICH SKRZYDEŁ: Tańskiego/Skrzydlewskiego, Osiedle Wojska Polskiego, Osiedle Kopernika, Cieszyńska/Hulanka, Piastowska/Sobieskiego, Piastowska/Starostwo Powiatowe, Piastowska/Dworzec, Hotel Prezydent, Plac Żwirki i Wigury, PCK/PKP Lipnik, Żywiecka/Osiedle Grunwaldzkie, Lenartowicza, Jutrzenki/Lenartowicza, Osiedle Złote Łany, Łagodna/Szkoła, Łagodna/Złotych Kłosów, Łagodna/Osiedle Langiewicza: LANGIEWICZA BASEN LANGIEWICZA BASEN: Łagodna/Osiedle Langiewicza, Łagodna/Złotych Kłosów, Łagodna/Szkoła, Osiedle Złote Łany, Jutrzenki/Lenartowicza, Żywiecka/Osiedle Grunwaldzkie, PCK/PKP Lipnik, Plac Mickiewicza, Plac Żwirki i Wigury, Hotel Prezydent, 3 Maja/Dworzec, Piastowska/Lubertowicza, Piastowska/Starostwo Powiatowe, Piastowska/Sobieskiego, Cieszyńska/Hulanka, Osiedle Kopernika, Osiedle Wojska Polskiego, Tańskiego/Skrzydlewskiego: OSIEDLE POLSKICH SKRZYDEŁ | | przewóz osób na wózkach |
| 6     | OSIEDLE KARPACKIE: Osiedle Karpackie/Kościół, Osiedle Karpackie/Kolista, Osiedle Beskidzkie/Kładka, Osiedle Beskidzkie, Szarotki/Lotnicza, Szarotki/Cieszyńska, Cieszyńska/Hulanka, Piastowska/Sobieskiego, Piastowska/Starostwo Powiatowe, Piastowska/Dworzec, Wałowa CH, Piłsudskiego, Lwowska/Szpital Miejski, Krakowska/Solskiego, Krakowska/Podgórna, Krakowska/ZGO, Krakowska/Kopiec: LIPNIK GRANICA LIPNIK GRANICA: Krakowska/Kopiec, Krakowska/ZGO, Krakowska/Podgórna, Krakowska/Solskiego, Lwowska/Szpital Miejski, Piłsudskiego, Wałowa CH, 3 Maja/Dworzec, Piastowska/Lubertowicza, Piastowska/Starostwo Powiatowe, Piastowska/Sobieskiego, Cieszyńska/Hulanka, Szarotki/Cieszyńska, Szarotki/Lotnicza, Osiedle Beskidzkie, Osiedle Beskidzkie/Kładka, Osiedle Karpackie/Kościół: OSIEDLE KARPACKIE | Wybranymi kursami w soboty oraz niedzielę i święta, ulicą Wapienną obsługując przystanki WAPIENNA OSIEDLE i WAPIENNA NORWIDA                                                                                          | przewóz osób na wózkach |
| 7     | WAPIENICA DZWONKOWA: Wapienica/Dzwonkowa, Wapienica/Centrum, Cieszyńska/Lotnisko, Cieszyńska/Osiedle Wojska Polskiego, Cieszyńska/Hulanka, Cieszyńska/Osiedle Słoneczne, Browarna, Sobieskiego/Wyspiańskiego, Wyspiańskiego/Szpital Miejski, Piastowska/Starostwo Powiatowe, Piastowska/Dworzec, Hotel Prezydent, Plac Żwirki i Wigury, Plac Mickiewicza, Partyzantów/Apena, Karpacka/Osiedle Karpackie, Karpacka/Mostek, Karpacka/Dom Kultury, Karpacka/Pawilon, Karpacka/Jeżynowa, Kamienica, Karbowa/Dębowiec, Karbowa/Hala Sportowa, Armii Krajowej/Karbowa: SZYNDZIELNIA SZYNDZIELNIA: Armii Krajowej/Karbowa, Karbowa/Hala Sportowa, Karbowa/Dębowiec, Kamienica, Karpacka/Jeżynowa, Karpacka/Pawilon, Karpacka/Dom Kultury, Karpacka/Mostek, Karpacka/Osiedle Karpackie, Partyzantów/Apena, Plac Mickiewicza, Plac Żwirki i Wigury, Hotel Prezydent, 3 Maja/Dworzec, Piastowska/Lubertowicza, Wyspiańskiego/Starostwo Powiatowe, Wyspiańskiego/Szpital Miejski, Sobieskiego/Wyspiańskiego, Browarna, Cieszyńska/Osiedle Słoneczne, Cieszyńska/Hulanka, Cieszyńska/Osiedle Wojska Polskiego, Cieszyńska/Lotnisko, Wapienica/Centrum, Cieszyńska/Zniczowa, Dzwonkowa/Cieszyńska: WAPIENICA DZWONKOWA | Wybrane kursy w dni robocze skrócone do przystanku KARBOWA HALA SPORTOWA | przewóz osób na wózkach |
| 8     | WARSZAWSKA DWORZEC: Hotel Prezydent, Plac Żwirki i Wigury, Plac Mickiewicza, Partyzantów/Apena, Partyzantów/Andersa, Armii Krajowej/Szpital Wojewódzki, Armii Krajowej/Zieleń Miejska, Armii Krajowej/Młodzieżowa, Armii Krajowej/ZIAD, Armii Krajowej/Karbowa: SZYNDZIELNIA SZYNDZIELNIA: Armii Krajowej/Karbowa, Armii Krajowej/ZIAD, Armii Krajowej/Młodzieżowa, Armii Krajowej/Zieleń Miejska, Armii Krajowej/Szpital Wojewódzki, Partyzantów/Andersa, Partyzantów/Apena, Plac Mickiewicza, Plac Żwirki i Wigury, Hotel Prezydent, 3 Maja/Dworzec: WARSZAWSKA DWORZEC | | przewóz osób na wózkach |
| 10    | WAPIENICA PARK PRZEMYSŁOWY ABB: Międzyrzecka/Londzina, Międzyrzecka/Strażacka, Międzyrzecka/Osiedle, Dworcowa/PKP Wapienica, Wapienica/Centrum, Cieszyńska/Lotnisko, Cieszyńska Osiedle Wojska Polskiego, Cieszyńska/ Hulanka, Piastowska/Sobieskiego, Piastowska/Starostwo Powiatowe, Piastowska/Dworzec, Hotel Prezydent, Plac Żwirki i Wigury, Plac Mickiewicza, Partyzantów/Apena, Partyzantów/Andersa, Partyzantów/Belos, Partyzantów/Fabryczna, Bystrzańska/Urząd Skarbowy, Szeroka/Bystrzańska: UNIWERSYTET BŁONIA UNIWERSYTET BŁONIA: Szeroka/Bystrzańska, Bystrzańska/Urząd Skarbowy, Patyzantów/Fabryczna, Partyzantów/Belos, Partyzantów/Andersa, Partyzantów/Apena, Plac Mickiewicza, Plac Żwirki i Wigury, Hotel Prezydent, 3 Maja/Dworzec, Piastowska/Lubertowicza, Piastowska/Starostwo Powiatowe, Piastowska/Sobieskiego, Cieszyńska/Hulanka, Cieszyńska/Osiedle Wojska Polskiego, Cieszyńska/Lotnisko, Wapienica/Centrum, Dworcowa/PKP Wapienica, Międzyrzecka/Osiedle, Międzyrzecka/Strażacka, Międzyrzecka/Londzina: WAPIENICA PARK PRZEMYSŁOWY ABB | WAPIENICA STRAŻACKA WAPIENICA GIEŁDA Wybrane Kursy obsługują przystanek WAPIENICA ARR | przewóz osób na wózkach |
| 11    | WARSZAWSKA DWORZEC: Wałowa CH, Piłsudskiego, Lwowska/Szpital Miejski, Żywiecka/Osiedle Grunwaldzkie, Żywiecka/Hotel, Żywiecka/Leszczyny, Górska/Bulwary Młodości, Górska/Bracka, Górska/Piekarnia, Górska/Kościół, Straconka/Leśniczówka: STRACONKA ZAKRĘT STRACONKA ZAKRĘT: Straconka/Leśniczówka Górska/Kościół, Górska/Piekarnia, Górska/Bracka, Górska/Bulwary Młodości, Żywiecka/Leszczyny, Żywiecka/Hotel, Żywiecka/Osiedle Grunwaldzkie, Lwowska/Szpital Miejski, Piłsudskiego, Wałowa CH, 3 Maja/Dworzec: WARSZAWSKA DWORZEC | STRACONKA LEŚNICZÓWKA WARSZAWSKA ALUPROF | przewóz osób na wózkach |
| 12    | UNIWERSYTET BŁONIA: Szeroka/Bystrzańska, Bystrzańska/Urząd Skarbowy, Bystrzańska/Olszówka, Zajezdnia MZK, Armii Krajowej/Szpital Wojewódzki, Partyzantów/Andersa, Partyzantów/Apena, Plac Mickiewicza, PCK/PKP Lipnik, Dmowskiego/Urząd Miejski, Wyzwolenia/Szkolna, Paderewskiego, Komorowicka/Towarzystwa Szkoły Ludowej, Komorowicka/PKP Wschód, Czerwona/Komorowicka, Czerwona/Krausa, Linert, Hałcnowska/Architektów, Hałcnowska/Rodzinna, Hałcnowska/Wyzwolenia: HAŁCNÓW KOŚCIÓŁ HAŁCNÓW KOŚCIÓŁ: Hałcnowska/Wyzwolenia, Hałcnowska/Rodzinna, Hałcnowska/Architektów, Linert, Czerwona/Niepodległości, Czerwona/Krausa, Komorowicka/Czerwona, Komorowicka/PKP Wschód, Komorowicka/Towarzystwa Szkoły Ludowej, Komorowicka/Paderewskiego, Dmowskiego/Urząd Miejski, PCK/PKP Lipnik, Plac Mickiewicza, Partyzantów/Apena, Partyzantów/Andersa, Boboli/Szpital Wojewódzki, Zajezdnia MZK, Długa/Bystrzańska, Bystrzańska/Urząd Skarbowy, Szeroka/Bystrzańska: UNIWERSYTET BŁONIA | kursuje tylko w dni robocze.Wybrane kursy do przystanku HAŁCNÓW KOŚCIÓŁ przez ulicę Witosa, Krzemionki | przewóz osób na wózkach |
| 13    | LIPNIK DOLNY: Lipnicka/Mostek, Lipnicka/Śląska, Lipnicka/Akademii Umiejętności, Lwowska/Szpital Miejski, Piłsudskiego, Wałowa CH, Grażynskiego/Okrzei, Grażyńskiego/Therma, Kwiatkowskiego/Grażyńskiego, Czerwona/Komorowicka, Czerwona/Krausa, Niepodległości/Czerwona, Wyzwolenia/Niepodległości, Wyzwolenia/Witosa, Wyzwolenia/Hałcnowska: HAŁCNÓW KOŚCIÓŁ HAŁCNÓW KOŚCIÓŁ: Wyzwolenia/Hałcnowska, Wyzwolenia/Witosa, Niepodległości/Wyzwolenia, Czerwona/Niepodległości, Czerwona/Krausa, Kwiatkowskiego/Komorowicka, Grażyńskiego/Therma, Podwale Dworzec, Gazownicza, Wałowa CH, Piłsudskiego, Lwowska/Szpital Miejski, Lipnicka/Żywiecka, Lipnicka/Akademii Umiejętności, Lipnicka/Śląska, Lipnicka/Mostek: LIPNIK DOLNY | Wybrane kursy przez przystanek HAŁCNÓW KOŚCIÓŁ ulicami Wyzwolenia, Krzemionki, Witosa do przystanku KRZEMIONKI WITOSA                                                                                                 | przewóz osób na wózkach |
| 13W   | LIPNIK DOLNY: Lipnicka/Mostek, Lipnicka/Śląska, Lipnicka/Akademii Umiejętności, Lwowska/Szpital Miejski, Piłsudskiego, Wałowa CH, Grażyńskiego/Okrzei, Grażyńskiego/Therma,Kwiatkowskiego/Grażyńskiego, Czerwona/Komorowicka, Czerwona/Krausa, Niepodległości/Czerwona, Wyzwolenia/Niepodległości, Wyzwolenia/Witosa, Witosa/Szkoła: KRZEMIONKI WITOSA KRZEMIONKI WITOSA: Witosa/Szkoła, Wyzwolenia/Witosa, Niepodległości/Wyzwolenia, Czerwona/Niepodległości, Czerwona/Krausa, Kwiatkowskiego/Komorowicka, Grażyńskiego/Therma, Podwale Dworzec, Gazownicza, Wałowa CH, Piłsudskiego, Lwowska/Szpital Miejski, Lipnicka/Żywiecka, Lipnicka/Akademii Umiejętności, Lipnicka/Śląska, Lipnicka/Mostek: LIPNIK DOLNY | Linia kursuje tylko w dni robocze | przewóz osób na wózkach |
| 14    | HAŁCNÓW KOŚCIÓŁ: Wyzwolenia/Hałcnowska, Wyzwolenia/Witosa Witosa/Szkoła: KRZEMIONKI WITOSA KRZEMIONKI WITOSA: Witosa/Szkoła, Wyzwolenia/Witosa, Wyzwolenia/Hałcnowska: HAŁCNÓW KOŚCIÓŁ | otwarty przewóz szkolny w Hałcnowie. Kursuje tylko w dni nauki szkolnej. Wybrane kursy dojeżdżają do pętli JANOWICKA NIKLÓWKA, obsługując przystanki: Janowicka/Jasińskiego, Janowicka/Stawy, Janowicka/Pod Kasztanem |                         |
| 15    | OSIEDLE POLSKICH SKRZYDEŁ: Tańskiego/Skrzydlewskiego, Osiedle Wojska Polskiego, Osiedle Kopernika, Cieszyńska/Hulanka, Konopnickiej/Grodeckiego, Konopnickiej/Szpital Pediatryczny, Grunwaldzka/Szpital Miejski, Piastowska/Starostwo Powiatowe, Piastowska/Dworzec, Wałowa CH, Piłsudskiego, Lwowska/Szpital Miejski, Żywiecka/Stojałowskiego, Żywiecka/Osiedle Grunwaldzkie Lenartowicza, Jutrzenki/Lenartowicza, Osiedle Złote Łany, Łagodna/Szkoła, Łagodna/Złotych Kłosów, Urodzajna/Osiedle Langiewicza, Tuwima/Osiedle Langiewicza: OSIEDLE LANGIEWICZA OSIEDLE LANGIEWICZA: Tuwima/Osiedle Langiewicza, Urodzajna/Osiedle Langiewicza, Łagodna/Złotych Kłosów, Łagodna/Szkoła, Osiedle Złote Łany, Jutrzenki/Lenartowicza, Żywiecka/Osiedle Grunwaldzkie, Lwowska/Szpital Miejski, Piłsudskiego, Wałowa/CH, 3 Maja/Dworzec, Piastowska/Lubertowicza, Grunwaldzka/Szpital Miejski, Konopnickiej/Szpital Pediatryczny, Konopnickiej/Grodeckiego, Cieszyńska/Hulanka, Osiedle Kopernika, Osiedle Wojska Polskiego, Tańskiego/Skrzydlewskiego: OSIEDLE POLSKICH SKRZYDEŁ | | przewóz osób na wózkach |
| 16    | OSIEDLE SARNI STOK: Sarni Potok, Sarni Stok/CH, Warszawska/Dworzec, Piastowska/Lubertowicza, Piastowska/Starostwo Powiatowe, Piastowska/Sobieskiego, Cieszyńska/Hulanka, Osiedle Kopernika, Osiedle Wojska Polskiego, Tańskiego/Skrzydlewskiego, Osiedle Polskich Skrzydeł, Wapienica Centrum, Jaworzańska/Zagłoby, Wapienica/Stadion, Zapora/Sklep, Zapora/Klimczokówka: WAPIENICA ZAPORA WAPIENICA ZAPORA: Zapora/Klimczokówka, Zapora/Sklep, Wapienica/Stadion, Jaworzańska/Zagłoby, Wapienica/Centrum, Osiedle Polskich Skrzydeł, Tańskiego/Skrzydlewskiego, Osiedle Wojska Polskiego, Osiedle Kopernika, Cieszyńska/Hulanka, Piastowska/Sobieskiego, Piastowska/Starostwo Powiatowe, Piastowska/Dworzec, Warszawska/Dworzec, Sarni Stok/CH, Sarni Potok: OSIEDLE SARNI STOK | WARSZAWSKA DWORZEC | przewóz osób na wózkach |
| 17    | LOTNISKO: Osiedle Polskich Skrzydeł, Tańskiego/Skrzydlewskiego, Osiedle Wojska Polskiego, Osiedle Kopernika, Cieszyńska/Hulanka, Piastowska/Sobieskiego, Piastowska/Starostwo Powiatowe, Piastowska/Dworzec, Wałowa/CH, Piłsudskiego, Komorowicka/Towarzystwa Szkoły Ludowej, Piekarska/PKP Wschód, Piekarska/Wyzwolenia, Wyzwolenia/Niepodległości, Wyzwolenia/Witosa, Witosa/Szkoła, Krzemionki/Witosa, Witosa/PKP Krzemionki, Krzemionki/Sobieskiego, Krzemionki/Suchy Potok, Krzemionki/Wyzwolenia, Wyzwolenia/Księżycowa: HAŁCNÓW KOŚCIÓŁ HAŁCNÓW KOŚCIÓŁ: Wyzwolenia/Księżycowa, Krzemionki/Wyzwolenia, Krzemionki/Suchy Potok, Krzemionki/Sobieskiego, Witosa/PKP Krzemionki, Krzemionki/Witosa, Witosa/Szkoła, Wyzwolenia/Witosa, Wyzwolenia/Niepodległości, Piekarska/Wyzwolenia, Piekarska/PKP Wschód, Komorowicka/Towarzystwa Szkoły Ludowej, Piłsudskiego, Wałowa/CH, 3 Maja/Dworzec, Piastowska/Lubertowicza, Piastowska/Starostwo Powiatowe, Piastowska/Sobieskiego, Cieszyńska/Hulanka, Osiedle Kopernika, Osiedle Wojska Polskiego, Tańskiego/Skrzydlewskiego, Osiedle Polskich Skrzydeł: LOTNISKO | W Soboty oraz Niedziele i Święta kursy skrócone do przystanku WARSZAWSKA DWORZEC | przewóz osób na wózkach |
| 18    | OSIEDLE ZŁOTE ŁANY: Jutrzenki/Lenartowicza, Żywiecka/Hotel, Bora-Komorowskiego CH, Armii Krajowej/Szpital Wojewódzki, Gościnna/Armii Krajowej, Gościnna/Działki, Gościnna/Kolista, Gościnna/Karpacka, Karpacka/Pawilon, Karpacka/Dom Kultury, Karpacka/Mostek, Karpacka/Osiedle Karpackie, Partyzantów/Apena, Plac Mickiewicza, Plac Żwirki i Wigury, Hotel Prezydent, 3 Maja/Dworzec, Piastowska/Lubertowicza, Listopadowa, Nad Potokiem/Listopadowa, Nad Potokiem/Stoczniowa, Nad Potokiem/Zuchów: STARE BIELSKO KOŚCIÓŁ STARE BIELSKO KOŚCIÓŁ: Nad Potokiem/Zuchów, Nad Potokiem/Stoczniowa, Nad Potokiem/Listopadowa, Asnyka, Piastowska/Starostwo Powiatowe, Piastowska/Dworzec, Hotel Prezydent, Plac Żwirki i Wigury, Plac Mickiewicza, Partyzantów/Apena, Karpacka/Osiedle Karpackie, Karpacka/Mostek, Karpacka/Dom Kultury, Karpacka/Pawilon, Gościnna/Karpacka, Gościnna/Kolista, Gościnna/Działki, Gościnna/Armii Krajowej, Armii Krajowej/Szpital Wojewódzki, Bora-Komorowskiego CH, Żywiecka/Hotel, Lenartowicza, Jutrzenki/Lenartowicza: OSIEDLE ZŁOTE ŁANY | kursuje tylko w dni robocze | przewóz osób na wózkach |
| 19    | OSIEDLE ZŁOTE ŁANY: Jutrzenki/Lenartowicza, Żywiecka/Osiedle Grunwaldzkie, Lwowska/Szpital Miejski, Lwowska/Wyzwolenia, Piekarska/Wyzwolenia, Piekarska/PKP Wschód, Komorowicka/PKP Wschód, Kwiatkowskiego/Komorowicka, Grażyńskiego/Kwiatkowskiego, Grażyńskiego/Kładka, Grażyńskiego/Mazańcowicka, Konwojowa/PKP Komorowice, Konwojowa/Strefa Przemysłowa: CZECHOWICE-DZIEDZICE ORZESZKOWEJ CZECHOWICE-DZIEDZICE ORZESZKOWEJ: Konwojowa/Strefa Przemysłowa, Konwojowa/PKP Komorowice, Grażyńskiego/Mazańcowicka, Grażyńskiego/Kładka, Grażyńskiego/Kwiatkowskiego, Kwiatkowskiego/Grażyńskiego, Komorowicka/Czerwona, Komorowicka/PKP Wchód, Piekarska/PKP Wschód, Wyzwolenia/Piekarska, Lwowska/Szpital Miejski, Żywiecka/Stojałowskiego, Żywiecka/Osiedle Grunwaldzkie, Lenartowicza, Jutrzenki/Lenartowicza: OSIEDLE ZŁOTE ŁANY | wybrane kursy skrócone do przystanku GRAŻYŃSKIEGO KŁADKA Linia kursuje w dni robocze oraz soboty. | przewóz osób na wózkach |
| 20    | OSIEDLE ZŁOTE ŁANY: Jutrzenki/Lenartowicza, Żywiecka/Osiedle Grunwaldzkie, PCK/PKP Lipnik, Michałowicza/Czarnieckiego, Michałowicza/Reja, Osiedle Beskidzkie, Szarotki/Lotnicza, Szarotki/Cieszyńska, Cieszyńska/Osiedle Wojska Polskiego, Cieszyńska/Lotnisko, Wapienica/Centrum, Dworcowa/PKP Wapienica, Międzyrzecka/Osiedle: WAPIENICA STRAŻACKA WAPIENICA STRAŻACKA: Międzyrzecka/Strażacka, Międzyrzecka/Osiedle Dworcowa/PKP Wapienica, Wapienica/Centrum, Cieszyńska/Lotnisko, Cieszyńska/Osiedle Wojska Polskiego, Szarotki/Cieszyńska, Szarotki/Lotnicza, Osiedle Beskidzkie, Michałowicza/Aleksandrowicka, Michałowicza, Czarnieckiego, PCK/PKP Lipnik, Żywiecka/Osiedle Grunwaldzkie, Lenartowicza, Jutrzenki/Lenartowicza: OSIEDLE ZŁOTE ŁANY | WAPIENICA PARK PRZEMYSŁOWY WAPIENICA PARK PRZEMYSŁOWY ABBWybrane Kursy obsługują przystanek WAPIENICA ARR | przewóz osób na wózkach |
| 22    | OSIEDLE LANGIEWICZA:Tuwima/Osiedle Langiewicza, Urodzajna/Osiedle Langiewicza, Łagodna/Złotych Kłosów, Łagodna/Szkoła, Osiedle Złote Łany, Jutrzenki/Lenartowicza, Żywiecka/Osiedle Grunwaldzkie, Stojałowskiego/Pawilon, Hotel Prezydent, 3 Maja/Dworzec, Warszawska/Dworzec, Sarni Stok CH, Sarni Potok: FILAROWA ZESPÓŁ SZKÓŁ FILAROWA ZESPÓŁ SZKÓŁ: Sarni Potok, Sarni Stok CH, Warszawska/Dworzec, Hotel Prezydent, Stojałowskiego/Pawilon, Żywiecka/Stojałowskiego, Żywiecka/Osiedle Grunwaldzkie, Lenartowicza, Jutrzenki/Lenartowicza, Osiedle Złote Łany, Łagodna/Szkoła, Łagodna/Złotych Kłosów, Urodzajna/Osiedle Langiewicza, Tuwima/Osiedle Langiewicza: OSIEDLE LANGIEWICZA | wybrane kursy obok zakładu BOSMAL ulicą Okrężną | przewóz osób na wózkach |
| 23    | OSIEDLE LANGIEWICZA: Tuwima/Osiedle Langiewicza, Urodzajna/Osiedle Langiewicza, Łagodna/Złotych Kłosów, Łagodna/Szkoła, Żywiecka/Hotel, Żywiecka/Osiedle Grunwaldzkie, Lwowska/Szpital Miejski, Piłsudskiego, Wałowa CH, 3 Maja/Dworzec, Piastowska/Lubertowicza, Grunwaldzka/Szpital Miejski, Konopnickiej/Szpital Pediatryczny, Konopnickiej/Grodeckiego, Cieszyńska/Hulanka, Szarotki/Cieszyńska, Szarotki/Lotnicza, Osiedle Beskidzkie, Osiedle Beskidzkie/Kładka, Osiedle Karpackie/Kościół, Armii Krajowej/Szpital Wojewódzki :SZPITAL WOJEWÓDZKI SZPITAL WOJEWÓDZKI: Armii Krajowej/Szpital Wojewódzki, Osiedle Karpackie/Kościół, Osiedle Karpackie/Kolista, Osiedle Beskidzkie/Kładka, Osiedle Beskidzkie, Szarotki/Lotnicza, Szarotki/Cieszyńska, Cieszyńska/Hulanka, Konopnickiej/Grodeckiego, Konopnickiej/Szpital Pediatryczny, Grunwaldzka/Szpital Miejski, Piastowska/Starostwo Powiatowe, Piastowska/Dworzec, Wałowa CH, Piłsudskiego, Lwowska/Szpital Miejski, Żywiecka/Stojałowskiego, Żywiecka/Osiedle Grunwaldzkie, Żywiecka/Hotel, Łagodna/Szkoła, Łagodna/Złotych Kłosów, Urodzajna/Osiedle Langiewicza, Tuwima/Osiedle Langiewicza: OSIEDLE LANGIEWICZA | | przewóz osób na wózkach |
| 24    | WAPIENICA ARR: Międzyrzecka/Londzina, Sobieskiego/Międzyrzecka,Sobieskiego/Dożynkowa, Sobieskiego/Komandorska, Sobieskiego/Stare Bielsko, Sobieskiego/Hutnicza, Sobieskiego/Olecka, Sobieskiego/Okrętowa, Stare Bielsko/Kościół, Sobieskiego/Piastów Śląskich, Piastowska/Sobieskiego, Piastowska/Starostwo Powiatowe, Piastowska/Dworzec, Hotel Prezydent, Plac Żwirki i Wigury, Plac Mickiewicza, Partyzantów/Apena, Partyzantów/Andersa, Partyzantów/Belos, Partyzantów/Fabryczna, Bystrzańska/Urząd Skarbowy, Bystrzańska/Willowa: MIKUSZOWICE ŚLĄSKIE MIKUSZOWICE ŚLĄSKIE: Bystrzańska/Willowa, Bystrzańska/Urząd Skarbowy, Partyzantów/Fabryczna, Partyzantów/Belos, Partyzantów/Andersa, Partyzantów/Apena, Plac Mickiewicza, Plac Żwirki i Wigury, Hotel Prezydent, 3 Maja/Dworzec, Piastowska/Lubertowicza, Piastowska/Starostwo Powiatowe, Sobieskiego/Piastów Śląskich, Stare Bielsko/Kościół, Sobieskiego/Olecka, Sobieskiego/Hutnicza, Sobieskiego/Stare Bielsko, Sobieskiego/Komandorska, Sobieskiego/Dożynkowa, Międzyrzecka/Strażacka, Międzyrzecka/Londzina :WAPIENICA ARR | WAPIENICA PARK PRZEMYSŁOWY ABB WAPIENICA STRAŻACKA | przewóz osób na wózkach |
| 26    | WARSZAWSKA DWORZEC: Hotel Prezydent, Stojałowskiego/Pawilon, Norwida/Kościół:WAPIENNA OSIEDLE WAPIENNA OSIEDLE: Wapienna/Norwida, Stojałowskiego/Pawilon, Hotel Prezydent, 3 Maja/Dworzec :WARSZAWSKA DWORZEC | kursuje tylko w dni robocze | przewóz osób na wózkach |
| 27    | WARSZAWSKA DWORZEC: Hotel Prezydent, Stojałowskiego/Pawilon, Krakowska/Solskiego, Krakowska/Podgórna, Krakowska/ZGO Krakowska/Kopiec, Polna/Wróblowicka, Polna/św.Franciszka, Polna/Odrzańska, Polna/Cmentarz, Ks. Brzóski/Kościół:LIPNIK DOLNY LIPNIK DOLNY: Ks. Brzóski/Kościół, Polna/Cmentarz, Polna/Odrzańska, Polna/św.Franciszka, Polna/Wróblowicka, Krakowska/Kopiec, Krakowska/ZGO, Krakowska/Podgórna, Krakowska/Solskiego, Stojałowskiego/Pawilon, Hotel Prezydent, 3 Maja/Dworzec: WARSZAWSKA DWORZEC | kursuje tylko w dni robocze. w okresie wakacyjnym od 01.07 do 31.08 w dni robocze obowiązuje wakacyjny rozkład jazdy                                                                                                  | przewóz osób na wózkach |
| 28    | OSIEDLE WOJSKA POLSKIEGO: Stawowa, Cieszyńska/Hulanka, Piastowska/Sobieskiego, Piastowska/Starostwo Powiatowe, Piastowska/Dworzec, Hotel Prezydent, Plac Żwirki i Wigury, Michałowicza/Czarnieckiego, Michałowicza/Reja, Osiedle Beskidzkie/Kładka, Osiedle Karpackie/Kościół:OSIEDLE KARPACKIE OSIEDLE KARPACKIE: Osiedle Karpackie/Kościół, Osiedle Karpackie/Kolista, Osiedle Beskidzkie/Kładka, Michałowicza/Aleksandrowicka, Michałowicza/Czarnieckiego, Plac Żwirki i Wigury, Hotel Prezydent, 3 Maja/Dworzec, Piastowska/Lubertowicza, Piastowska/Starostwo Powiatowe, Piastowska/Sobieskiego, Cieszyńska/Hulanka, Stawowa :OSIEDLE WOJSKA POLSKIEGO | W okresie wakacyjnym od 01.07 do 31.08 w dni robocze obowiązuje wakacyjny rozkład jazdy | przewóz osób na wózkach |
| 29    | PIASTOWSKA DWORZEC: Wałowa CH, Grażyńskiego/Okrzei, Grażyńskiego/Therma,Grażyńskiego/Kwiatkowskiego, Grażyńskiego/Kładka, Grażyńskiego/Mazańcowicka, Komorowicka/Kościół, Olimpijska, Daszyńskiego/Stażystów, Bestwińska/Komorowicka, Bestwińska/Oczyszczalnia, Bestwińska/Strefa Przemysłowa, Bestwińska/Kromparek: KOMOROWICE KRAKOWSKIE KOMOROWICE KRAKOWSKIE: Bestwińska/Kromparek, Bestwińska/Strefa Przemysłowa, Bestwińska/Oczyszczalnia, Bestwińska/Komorowicka, Daszyńskiego/Stażystów, Olimpijska, Komorowicka/Kościół, Grażyńskiego/Mazańcowicka, Grażyńskiego/Kładka, Grażyńskiego/Kwiatkowskiego, Grażyńskiego/Therma, Podwale/Dworzec, Wałowa CH, 3 Maja/Dworzec: WARSZAWSKA DWORZEC | Linia kursuje tylko w dni robocze. | przewóz osób na wózkach |
| 31    | PODWALE DWORZEC: Gazownicza, Piłsudskiego, Komorowicka/Towarzystwa Szkoły Ludowej, Piekarska/PKP Wschód, Piekarska/Wyzwolenia, Wyzwolenia/Niepodległości, Wyzwolenia/Witosa, Wyzwolenia/Hałcnowska, Hałcnów/Kościół, Wyzwolenia/Księżycowa, Wyzwolenia/Krzemionki, Wyzwolenia/Wawelska: HAŁCNÓW GRANICA HAŁCNÓW GRANICA: Wyzwolenia/Wawelska, Wyzwolenia/Krzemionki, Wyzwolenia/Księżycowa, Hałcnów/Kościół, Wyzwolenia/Hałcnowska, Wyzwolenia/Witosa, Wyzwolenia/Niepodległości, Piekarska/Wyzwolenia, Piekarska/PKP Wschód, Komorowicka/Towarzystwa Szkoły Ludowej, Piłsudskiego, Grażyńskiego/Okrzei PODWALE DWORZEC | w okresie wakacyjnym od 01.07 do 31.08 w dni robocze obowiązuje wakacyjny rozkład jazdy | przewóz osób na wózkach |
| 32    | OSIEDLE KARPACKIE: Osiedle Karpackie/Kościół, Osiedle Karpackie/Kolista, Osiedle Beskidzkie/Kładka, Piastowska/Sobieskiego, Piastowska/Starostwo Powiatowe, Piastowska/Dworzec, Warszawska/Dworzec, Warszawska/Aluprof, Warszawska/Mazańcowicka, Mazańcowicka/Katowicka, Komorowicka/Kościół, Olimpijska, Hałcnowska/Daszyńskiego, Hałcnowska/ Dusznicka, Hałcnowska/Sklep, Hałcnowska/Architeków, Hałcnowska/Rodzinna, Hałcnowska/Wyzwolenia: HAŁCNÓW KOŚCIÓŁ HAŁCNÓW KOŚCIÓŁ: Hałcnowska/Wyzwolenia, Hałcnowska/Rodzinna, Hałcnowska/Architektów, Hałcnowska/Sklep, Hałcnowska/ Dusznicka, Hałcnowska/Daszyńskiego, Olimpijska, Komorowicka/Kościół, Katowicka/Mazańcowicka, Katowicka/Ogrodników, Warszawska/Aluprof, Warszawska/Dworzec, Piastowska/Lubertowicza, Piastowska/Starostwo Powiatowe, Piastowska/Sobieskiego, Osiedle Beskidzkie/Kładka, Osiedle Karpackie/Kościół: OSIEDLE KARPACKIE | | przewóz osób na wózkach |
| 33    | WARSZAWSKA DWORZEC: Wałowa CH, Piłsudskiego, Komorowicka/Towarzystwa Szkoły Ludowej, Piekarska/PKP Wschód, Piekarska/Wyzwolenia, Niepodległości/Wyzwolenia, Czerwona/Niepodległości, Czerwona/Krausa, Komorowicka/Czerwona, Komorowicka/Daszyńskiego, Komorowicka/Kładka, Komorowicka/Kościół, Mazańcowicka/Katowicka, Mazańcowicka/Akademicka: MAZAŃCOWICE OSIEDLE MAZAŃCOWICE OSIEDLE: Mazańcowicka/Akademicka, Mazańcowicka/Katowicka, Komorowicka/Kościół, Komorowicka/Kładka, Komorowicka/Daszyńskiego, Czerwona/Komorowicka, Czerwona/Krausa, Niepodległości/Czerwona, Wyzwolenia/Niepodległości, Piekarska/Wyzwolenia, Piekarska/PKP Wschód, Komorowicka/Towarzystwa Szkoły Ludowej, Piłsudskiego, Wałowa CH, 3 Maja/Dworzec: WARSZAWSKA DWORZEC | Wybrane kursy obsługują przystanek OLIMPIJSKA | przewóz osób na wózkach |
| 34    | OSIEDLE POLSKICH SKRZYDEŁ: Tańskiego/Skrzydlewskiego, Osiedle Wojska Polskiego, Osiedle Kopernika, Szarotki/Cieszyńska, Szarotki/Lotnicza, Osiedle Beskidzkie, Osiedle Beskidzkie/Kładka, Osiedle Karpackie/Kościół, Armii Krajowej/Szpital Wojewódzki, Boboli/Szpital Wojewódzki, Zajezdnia MZK, Długa/Bystrzańska, Partyzantów/Belos, Bora-Komorowskiego CH, Żywiecka/Hotel, Lenartowicza, Jutrzenki/Lenartowicza, Osiedle Złote Łany, Łagodna/Szkoła, Łagodna/Złotych Kłosów, Urodzajna/Osiedle Langiewicza, Tuwima/Osiedle Langiewicza: OSIEDLE LANGIEWICZA OSIEDLE LANGIEWICZA: Tuwima/Osiedle Langiewicza, Urodzajna/Osiedle Langiewicza, Łagodna/Złotych Kłosów, Łagodna/Szkoła, Osiedle Złote Łany Jutrzenki/Lenartrowicza, Żywiecka/Hotel, Bora-Komorowskiego CH, Partyzantów/Belos, Długa/Bystrzańska, Zajezdnia MZK, Armii Krajowej/Szpital Wojewódzki, Osiedle Karpackie/Kościół, Osiedle Karpackie/Kolista, Osiedle Beskidzkie/Kładka, Osiedle Beskidzkie, Szarotki/Lotnicza, Szarotki/Cieszyńska, Osiedle Kopernika, Osiedle Wojska Polskiego, Tańskiego/Skrzydlewskiego: OSIEDLE POLSKICH SKRZYDEŁ | | przewóz osób na wózkach |
| 35    | WARSZAWSKA DWORZEC: Hotel Prezydent, Stojałowskiego/Pawilon, Lipnicka/Żywiecka, Lipnicka/Akademii Umiejętności, Lipnika/Śląska Lipnicka/Mostek, Lipnik Dolny, Ks.Brzóski/Kościół, Ks.Brzóski/Piotrkowska: LIPNIK WIELKOPOLSKA LIPNIK WIELKOPOLSKA: Wielkopolska, Ks.Brzóski/Lubelska, Ks.Brzóski/Kościół, Lipnik Dolny, Lipnicka/Mostek, Lipnicka/Śląska Lipnicka/Akademii Umiejętności, Stojałowskiego/Pawilon, Hotel Prezydent, 3 Maja/Dworzec: WARSZAWSKA DWORZEC | kursuje tylko w soboty oraz niedzielę i święta | przewóz osób na wózkach |
| 35L   | WARSZAWSKA DWORZEC: Hotel Prezydent, Stojałowskiego/Pawilon, Lipnicka/Żywiecka, Lipnicka/Akademii Umiejętności, Lipnicka/Śląska, Lipnicka/Mostek, Lipnik Dolny, Ks.Brzóski/Kościół, Ks.Brzóski/Piotrkowska, Lipnik/Wielkopolska, Ks.Brzóski/Senatorska, Ks.Brzóski/Waszkowskiego, Ks.Brzóski/Wspólna, Ks.Brzóski/Piekarnia, Górska/Bracka, Górska/Bulwary Młodości, Żywiecka/Leszczyny, Bora-Komorowskiego CH, Partyzantów/Andersa, Partyzantów/Apena, Plac Mickiewicza, Plac Żwirki i Wigury, Hotel Prezydent, 3 Maja/Dworzec: WARSZAWSKA DWORZEC | linia okrężna kursuje tylko w dni robocze | przewóz osób na wózkach |
| 35S   | WARSZAWSKA DWORZEC: Hotel Prezydent, Plac Żwirki i Wigury, Plac Mickiewicza, Partyzantów/Apena, Partyzantów/Andersa, Bora-Komorowskiego CH, Żywiecka/Leszczyny, Górska/Bulwary Młodości, Górska/Bracka, Ks.Brzóski/Piekarnia, Ks.Brzóski/Wspólna, Ks.Brzóski/Waszkowskiego, Ks.Brzóski/Senatorska,Lipnik/Wielkopolska, Wielkopolska, Ks.Brzóski/Lubelska, Ks.Brzóski/Kościół, Lipnik Dolny, Lipnicka/Mostek, Lipnicka/Śląska, Lipnicka/Akademii Umiejętności, Stojałowskiego/Pawilon, Hotel Prezydent, 3 Maja/Dworzec: WARSZAWSKA DWORZEC | linia okrężna kursuje tylko w dni robocze | przewóz osób na wózkach |
| 50    | OSIEDLE KARPACKIE: Osiedle Karpackie/Kościół, Osiedle Kaprackie/Kolista, Osiedle Beskidzkie/Kładka, Osiedle Beskidzkie, Michałowicza/Aleksandrowicka, Michałowicza/Czarnieckiego, Plac Żwirki i Wigury, Hotel Prezydent, 3 Maja/Dworzec, Warszawska/Dworzec, Warszawska/Aluprof, Warszawska/Mazańcowicka, Mazańcowicka/Katowicka, Katowicka/Królewska, Katowicka/Centralna, Czechowice-Dziedzice/Elektrociepłownia, Czechowice-Dziedzice/Kamionka, Czechowice-Dziedzice/Południowe, Czechowice-Dziedzice/Południowe Gigant, Czechowice-Dziedzice/Gliksmanka, Czechowice-Dziedzice/Stara Gmina, Czechowice-Dziedzice/Niepodległości, Czechowice-Dziedzice/Dworzec PKP, Czechowice-Dziedzice/Traugutta, Czechowice-Dziedzice/Wyspiańskiego, Czechowice-Dziedzice/Węglowa, Czechowice-Dziedzice/Górnicza: CZECHOWICE-DZIEDZICE SILESIA CZECHOWICE-DZIEDZICE SILESIA: Czechowice-Dziedzice/Węglowa, Czechowice-Dziedzice/Wyspiańskiego, Czechowice-Dziedzice/Traugutta, Czechowice-Dziedzice/Dworzec PKP, Czechowice-Dziedzice/Niepodległości, Czechowice-Dziedzice/Stara Gmina, Czechowice-Dziedzice/Gliksmanka, Czechowice-Dziedzice/Południowe Gigant, Czechowice-Dziedzice/Południowe, Czechowice-Dziedzice/Kamionka, Czechowice-Dziedzice/Elektrociepłownia, Katowicka/Centralna, Katowicka/Królewska, Katowicka/Mazańcowicka, Katowicka/Ogrodników, Warszawska/Aluprof, Warszawska/Dworzec, Hotel Prezydent, Plac Żwirki i Wigury, Michałowicza/Czarnieckiego, Michałowicza/Reja, Osiedle Beskidzkie, Osiedle Beskidzkie/Kładka, Osiedle Karpackie/Kościół: OSIEDLE KAPRACKIE | | przewóz osób na wózkach |
| 53    | WARSZAWSKA DWORZEC: Piastowska/Lubertowicza, Piastowska/Starostwo Powiatowe, Sobieskiego/Piastów Śląskich, Andersa/Stare Bielsko, Andersa/Jakubowskiego, Andersa/Francuska, Andersa/Bohaterów Monte Casino, Andersa/Granica, Mazańcowice/Spółdzielnia, Mazańcowice/Mrzygłód, Mazańcowice/Skrzyżowanie :MAZAŃCOWICE OŚRODEK ZDROWIA MAZAŃCOWICE OŚRODEK ZDROWIA: Mazańcowice/Skrzyżowanie, Mazańcowice/Mrzygłód, Mazańcowice/Spółdzielnia, Andersa/Granica, Andersa/Bohaterów Monte Casino, Andersa/Francuska, Andersa/Jakubowskiego, Andersa/Stare Bielsko, Sobieskiego/Piastów Śląskich, Piastowska/Sobieskiego, Piastowska/Starostwo Powiatowe, Piastowska/Dworzec :WARSZAWSKA DWORZEC | MAZAŃCOWICE SPÓŁDZIELNIA |                         |
| 56    | WARSZAWSKA DWORZEC: Wałowa CH, Piłsudskiego, Lwowska/Wyzwolenia, Wyzwolenia/Piekarska, Wyzwolenia/Niepodległości, Wyzwolenia/Witosa, Wyzwolenia/Hałcnowska, Janowicka/Jasińskiego, Janowicka/Stawy, Janowicka/Pod Kasztanem: JANOWICKA NIKLÓWKA JANOWICKA NIKLÓWKA: Janowicka/Pod Kasztanem, Janowicka/Stawy, Janowicka/Jasińskiego, Wyzwolenia/Hałcnowska, Wyzwolenia/Witosa, Wyzwolenia/Niepodległości, Wyzwolenia/Piekarska, Wyzwolenia/Polsport, Piłsudskiego, Wałowa CH, 3 Maja/Dworzec: WARSZAWSKA DWORZEC | w okresie wakacyjnym od 01.07 do 31.08 w dni robocze obowiązuje wakacyjny rozkład jazdy | przewóz osób na wózkach |
| 57    | OSIEDLE SARNI STOK: Filarowa/Zespół Szkół, Filarowa/Tauron, Warszawska/Dworzec, Hotel Prezydent, Plac Żwirki i Wigury, Plac Mickiewicza, Partyzantów/Apena, Partyzantów/Andersa, Partyzantów/Belos, Partyzantów/Fabryczna, Bystrzańska/Urząd Skarbowy, Bystrzańska/Willowa, Mikuszowice Śląskie, Bystra/Szkoła, Bystra/Sanatorium, Bystra LKS Klimczok, Bystra/Ława, Bystra/Pod Źródłem, Bystra/Skocznia: BYSTRA LEŚNICZÓWKA BYSTRA LEŚNICZÓWKA: Bystra/Skocznia, Bystra/Pod Źródłem, Bystra/Ława, Bystra/LKS Klimczok, Bystra/Sanatorium, Bystra/Szkoła, Mikuszowice Śląskie, Bystrzańska/Willowa, Bystrzańska/Urząd Skarbowy, Partyzantów/Fabryczna, Partyzantów/Belos, Partyzantów/Andersa, Partyzantów/Apena, Plac Mickiewicza, Plac Żwirki i Wigury, Hotel Prezydent, 3 Maja/Dworzec, Warszawska/Dworzec, Filarowa/Tauron, Filarowa/Zespół Szkół: OSIEDLE SARNI STOK | WARSZAWSKA DWORZEC W okresie wakacyjnym od 01.07 do 31.08 w dni robocze obowiązuje wakacyjny rozkład jazdy | przewóz osób na wózkach |
| N1    | ZAJEZDNIA MZK: Armii Krajowej/Szpital Wojewódzki, Osiedle Karpackie Kościół, Osiedle Karpackie Kolista, Osiedle Beskidzkie/Kładka, Osiedle Beskidzkie, Michałowicza/Aleksandrowicka, Michałowicza/Czarnieckiego, Plac Żwirki i Wigury, Hotel Prezydent, 3 Maja/Dworzec, Piastowska/Lubertowicza, Piastowska/Starostwo Powiatowe, Piastowska/Sobieskiego, Cieszyńska/Hulanka, Osiedle Kopernika, Osiedle Wojska Polskiego, Tańskiego/Skrzydlewskiego, Osiedle Polskich Skrzydeł: WAPIENICA CENTRUM WAPIENICA CENTRUM: Osiedle Polskich Skrzydeł, Tańskiego/Skrzydlewskiego, Osiedle Wojska Polskiego, Osiedle Kopernika, Cieszyńska/Hulanka, Piastowska/Sobieskiego, Piastowska/Starostwo Powiatowe, Piastowska/Dworzec, Warszawska/Lipowa, Warszawska/Dworzec, Hotel Prezydent, Plac Żwirki i Wigury, Michałowicza/Czarnieckiego, Michałowicza/Reja, Osiedle Beskidzkie, Osiedle Beskidzkie/Kładka, Osiedle Karpackie Kościół, Boboli/Szpital Wojewódzki: ZAJEZDNIA MZK | linia nocna | przewóz osób na wózkach |
| N2    | ZAJEZDNIA MZK: Długa/Bystrzańska, Partyzantów/Belos, Bora Komorowskiego CH, Osiedle Złote Łany, Jutrzenki/Lenartowicza, Żywiecka/Osiedle Grunwaldzkie, Żywiecka/Stadion Miejski, Lwowska/Szpital Miejski, Piłsudskiego, Wałowa CH, 3 Maja/Dworzec, Warszawska/Dworzec, Warszawska/Aluprof, Warszawska/Mazańcowicka, Mazańcowicka/Katowicka Komorowicka/Kościół, Olimpijska, Hałcnowska/Daszyńskiego, Hałcnowska/Dusznicka, Hałcnowska/Sklep, Hałcnowska/Architektów, Hałcnowska/Rodzinna, Hałcnowska/Wyzwolenia: HAŁCNÓW KOŚCIÓŁ HAŁCNÓW KOŚCIÓŁ:Hałcnowska/Wyzwolenia, Hałcnowska/Rodzinna, Hałcnowska/Architektów, Hałcnowska/Sklep, Hałcnowska/Dusznicka, Hałcnowska/Daszyńskiego, Olimpijska, Komorowicka/Kościół, Katowicka/Mazańcowicka, Katowicka/Ogrodników, Warszawska/Aluprof, Warszawska/Dworzec, Wałowa CH, Piłsudskiego, Lwowska/Szpital Miejski, Żywiecka/Stojałowskiego, Żywiecka/Osiedle Grunwaldzkie, Lenartowicza, Jutrzenki/Lenartowicza, Osiedle Złote Łany, Bora Komorowskiego CH, Partyzantów/Belos, Długa/Bystrzańska: ZAJEZDNIA MZK | linia nocna | przewóz osób na wózkach |
| P2    | OSIEDLE ZŁOTE ŁANY: Jutrzenki/Lenartowicza, Żywiecka/Osiedle Grunwaldzkie, PCK/PKP Lipnik, Plac Mickiewicza, Plac Żwirki i Wigury, Hotel Prezydent, 3 Maja/Dworzec, Piastowska/Lubertowicza, Piastowska/Starostwo Powiatowe, Sobieskiego/Piastów Śląskich, Andersa/Stare Bielsko, AndersaJakubowskiego, Andersa/Francuska: SZKLANA PROSEAT SZKLANA PROSEAT: Andersa/Francuska, Andersa/Jakubowskiego, Andersa/Stare Bielsko, Sobieskego/Piastów Śląskich, Piastowska/Sobieskiego, Piastowska/Starostwo Powiatowe, Piastowska/Dworzec, Hotel Prezydent, Plac Żwirki i Wigury, PCK/PKP Lipnik, Żywiecka/Osiedle Grunwaldzkie, Lenartowicza, Jutrzenki/Lenartowicza: OSIEDLE ZŁOTE ŁANY | Ogólnodostępna Linia Pracownicza, kursuje w dni robocze oraz Soboty (Kurs Odwozowy) | przewóz osób na wózkach |

#### Linie PKM Czechowice-Dziedzice
PKM obsługuje na terenie Bielska-Białej 3 linie: 5, VII oraz X. Autobusy 2 pierwszych linii wjeżdżają w granice miasta ulicą Katowicką, następnie rozdzielają się na terenie Komorowic Śląskich – 5 dociera do Pasażu Tesco przy ul. Warszawskiej, VII do bielskiego dworca kolejowego (ul. Warszawska). Trasa linii X wiedzie z Zabrzega przez Ligotę i Mazańcowice do Komorowic Śląskich, a dalej do dworca kolejowego (ul. Warszawska).
| Linia | Relacja                                                               | Inne przystanki końcowe      |                         |
| ----- | --------------------------------------------------------------------- | ---------------------------- | ----------------------- |
| 5     | Bielsko-Biała Konwojowa PKP Komorowice – Czechowice-Dziedzice Silesia | Czechowice-Dziedzice Dworzec |                         |
| VII   | Bielsko-Biała Warszawska Dworzec – Czechowice-Dziedzice Silesia       |                              | przewóz osób na wózkach |
| X     | Bielsko-Biała Warszawska Dworzec – Zabrzeg Poczta                     | Czechowice-Dziedzice Dworzec |                         |

### Tabor
MZK Bielsko-Biała posiada w swoim taborze 131 autobusów (10 modeli –Solaris Urbino 12, Solaris Urbino 18, Mercedes-Benz O530, Jelcz M081MB, Mercedes Conecto, Mercedes-Benz 0530K Citaro, Mercedes-Benz 0530G Citaro, Autosan Wetlina, Iveco Daily i Scania OmniCity), a PKM obsługuje swoje trasy 19 pojazdami (typy – Ikarus 260, Solaris Urbino 10, Solaris Urbino 12, Solaris Urbino 15, Iveco TurboDaily).
Spośród autobusów PKM w Bielsku-Białej pojawiają się najczęściej Solarisy Urbino 15, głównie na linii VII.

## Przyszłość

### Wymiana taboru autobusowego

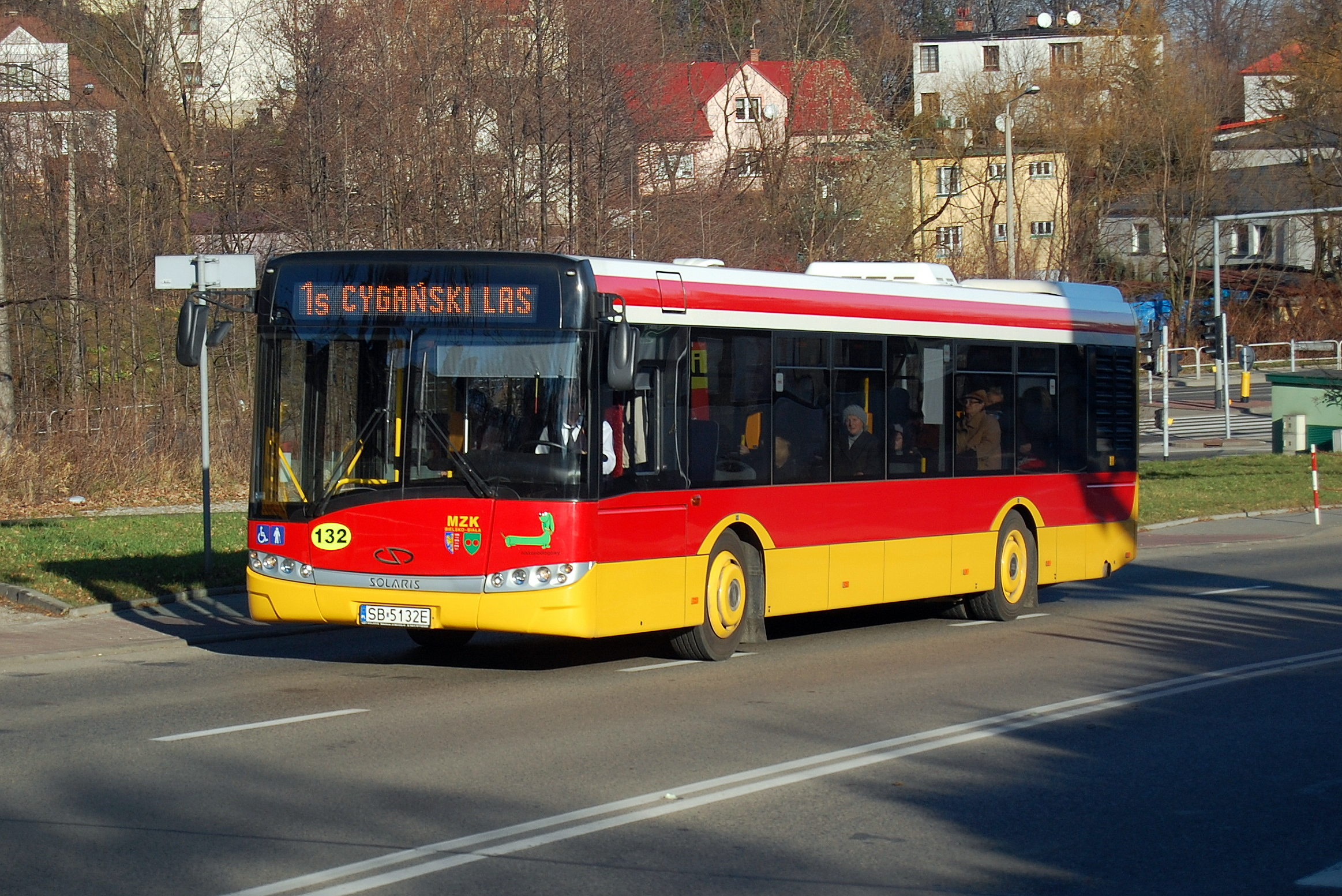
Solaris Urbino 12 #132 w alei Armii Krajowej

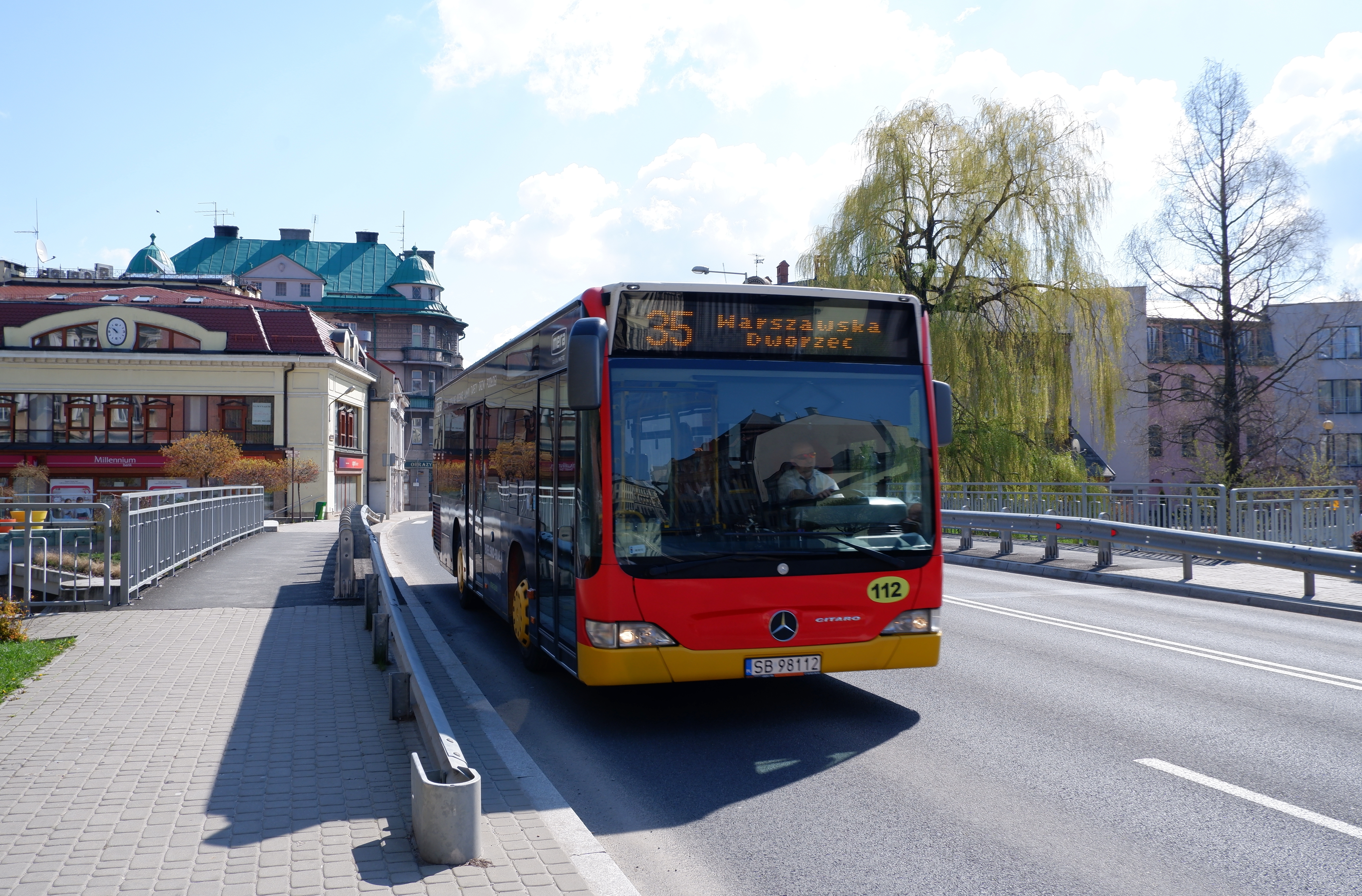
Mercedes-Benz Citaro #112 na ulicy Stojałowskiego

Założenia procesu wymiany taboru autobusowego MZK Bielsko-Biała na najbliższe lata opierają się na trzech punktach:
- utrzymywanie taboru przegubowego poprzez wykonanie remontów modernizacyjnych wszystkich 41 autobusów Ikarus 280
- stopniowe wycofywanie zużytych technicznie autobusów Jelcz M11 (zakończone we wrześniu 2008 roku) i Mercedes-Benz O305 wraz z zastąpieniem ich nowymi autobusami niskowejściowymi, wyposażonymi w silniki spełniające normy EURO 3 i EURO 4 emisji spalin
- utrzymywanie drogą remontów bieżących we właściwym stanie technicznym autobusów Ikarus 411, 412 i 415 oraz wozów typu MAN NL 222 i Solaris Urbino 12.

Według założeń Czteroletniego Planu Inwestycyjnego na lata 2008–2011, w tym okresie dokonany zostanie zakup 40 wozów 12-metrowych i 7 sztuk minibusów (co pozwoli na zastąpienie wszystkich autobusów „krótkich”, zakupionych w latach 90.) oraz 30 autobusów 18-metrowych (przegubowych). Według strategii MZK i przyjętych powszechnie standardów, wszystkie nowe wozy, począwszy od 2002 roku, są niskopodłogowe. Ponadto planowany jest zakup 4 kolejnych „busów”, dostosowanych do przewozu osób niepełnosprawnych (obecnie MZK eksploatuje 4 takie pojazdy). Ogólna suma wydatków w zakresie wymiany taboru według założeń Czteroletniego Planu Inwestycyjnego ma przekroczyć 43 mln złotych, przy blisko 50-procentowym wkładzie funduszy unijnych.

### Modernizacja infrastruktury
Czteroletni Plan Inwestycyjny na lata 2008–2011 zakłada dalszą modernizację zajezdni MZK. Ogłoszone zostały przetargi na remont hal warsztatowych i wymianę nawierzchni placu postojowego. Kolejne lata mają przynieść m.in. zakup nowego wyposażenia technicznego i dalszą informatyzację zakładu, a także kontynuowanie procesu wymiany i montażu wiat przystankowych. Całość prac ma zakończyć się docelowo w 2013 roku.

### Integracja transportu publicznego
Analizy funkcjonowania komunikacji publicznej na terenie Bielska-Białej i okolic dokonano przy opracowywaniu Zintegrowanego Planu Rozwoju Transportu Publicznego (ZPRTP), przyjętego przez Radę Miejską w lutym 2005 roku.
Plan zakłada stworzenie optymalnych warunków do stworzenia zorganizowanego i sprawnego systemu komunikacyjnego w rejonie Bielska-Białej, przy zapewnieniu pozycji uprzywilejowanej dla transportu zbiorowego. ZPRTP zawiera opracowania dotyczące zarówno funkcjonowania komunikacji indywidualnej, jak i publicznej.
Zasadniczymi celami zawartymi w planie, dotyczącymi rozwoju transportu zbiorowego są:
- zintegrowanie funkcjonujących na terenie miasta podmiotów, obsługujących sieć komunikacji publicznej, czyli MZK Bielsko-Biała, PKS Bielsko-Biała i PKP Przewozy Regionalne
- połączenie MZK Bielsko-Biała i PKS Bielsko-Biała w jedno przedsiębiorstwo
- wprowadzenie wspólnego systemu taryfowego na obszarze Bielska-Białej i okalających je gmin
- podniesienie jakości usług oferowanych przez poszczególnych przewoźników – unowocześnianie eksploatowanego taboru, zapewnienie prawidłowej obsługi technicznej pojazdów, ograniczenie wpływu przedsiębiorstw komunikacyjnych na środowisko
- likwidacja barier ograniczających dostęp do środków transportu publicznego osobom niepełnosprawnym – wymiana eksploatowanych pojazdów na niskowejściowe lub niskopodłogowe

W chwili obecnej możliwe jest przejęcie PKS Bielsko-Biała przez starostwo powiatu bielskiego i połączenie go z MZK w jedną spółkę.

### Polityka informacyjna – zintegrowany system obsługi elektronicznej

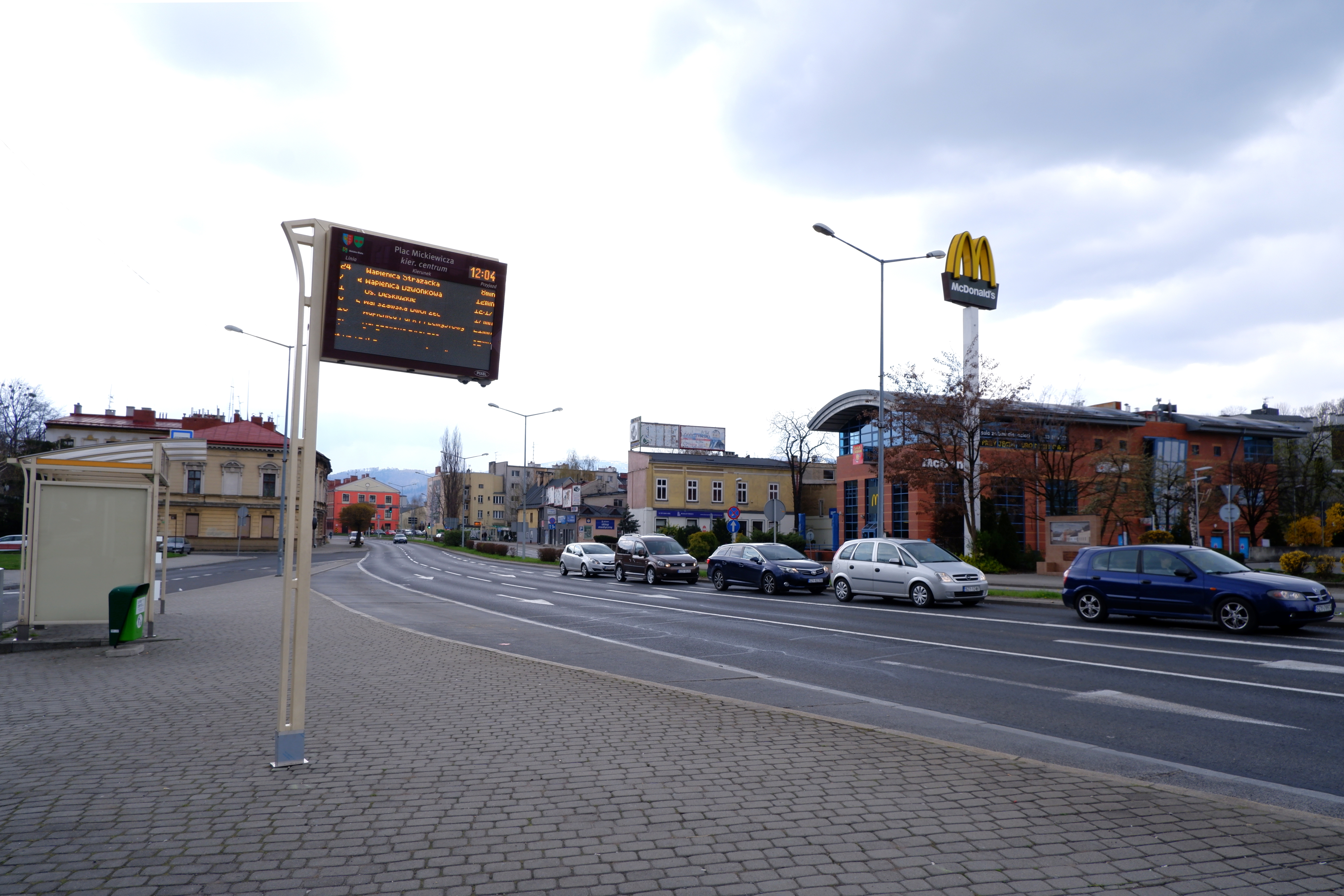
Przystanek Plac Mickiewicza wyposażony w wyświetlacz elektroniczny

Na przełomie pierwszej i drugiej dekady XXI wieku ma powstać zintegrowany system elektronicznej obsługi transportu publicznego w Bielsku-Białej. Program składa się
z dwóch zasadniczych elementów:
- biletu elektronicznego wprowadzonego w ramach tzw. karty miejskiej, będącego nośnikiem wszystkich typów biletów komunikacji miejskiej i umożliwiającego bezgotówkową płatność za przejazdy autobusami MZK, parkingi miejskie itp.
- nadzoru i sterowania komunikacją miejską w czasie rzeczywistym oraz elektronicznej informacji dla pasażerów z instalacją tablic świetlnych na wybranych przystankach MZK w granicach Bielska-Białej[45]

Ogólny koszt stworzenia systemu ma wynieść ok. 4 mln złotych, większość środków przeznaczonych na ten cel ma pochodzić z funduszy unijnych.
Alternatywny program informacji pasażerskiej transportu publicznego w Bielsku-Białej zaprezentowała w czerwcu 2007 roku Fundacja Rozwoju Miasta Bielska-Białej (FRMBB). Częściami projektu są:
- schemat komunikacji autobusowej w Bielsku-Białej, przyklejane na przystankach (z pominięciem linii PKM Czechowice-Dziedzice)
- schematy przebiegu linii umieszczane w autobusach (nad drzwiami)
- nowy wizerunek rozkładów jazdy MZK (ze schematem przebiegu linii)

Koszt prac nad projektem miał wynieść około 70 tysięcy złotych, a wartość wydrukowania i rozpowszechnienia schematów – około 200 tysięcy.
Jedynym zrealizowanym dotychczas punktem programu FRMBB są schematy linii autobusowych umieszczane na przystankach, które pojawiły się na ulicach od lipca 2007 roku. Docelowo miało być ich 120, jednak po kilku miesiącach zaprzestano dalszego ich rozwieszania, a istniejące już schematy stały się w większości ofiarami wandalizmu (wiele z nich uległo całkowitemu zniszczeniu). Ponadto część informacji na tych planach (ważnych od 31 marca 2007 roku) została błędnie przedstawiona.

### Budowa kolei miejskiej
Plany długoterminowe, zawarte w Zintegrowanym Planie Rozwoju Transportu Publicznego, a opracowane przez Instytut Rozwoju i Promocji Kolei, zakładają budowę linii kolei miejskiej, mającej łączyć w pierwszym etapie Wapienicę i stację Bielsko-Biała Lipnik, w dalszej perspektywie może być wydłużona do Mikuszowic i stacji Jaworze Jasienica. Trasę mają obsługiwać 4 szynobusy.
W dalszej perspektywie zakładane jest powstanie dalszych dwóch linii, mających powiązać bielski dworzec kolejowy z Czechowicami-Dziedzicami i Żywcem oraz z Kętami, przy częstotliwości kursowania co 30 minut.

### Plany rekonstrukcji sieci tramwajowej

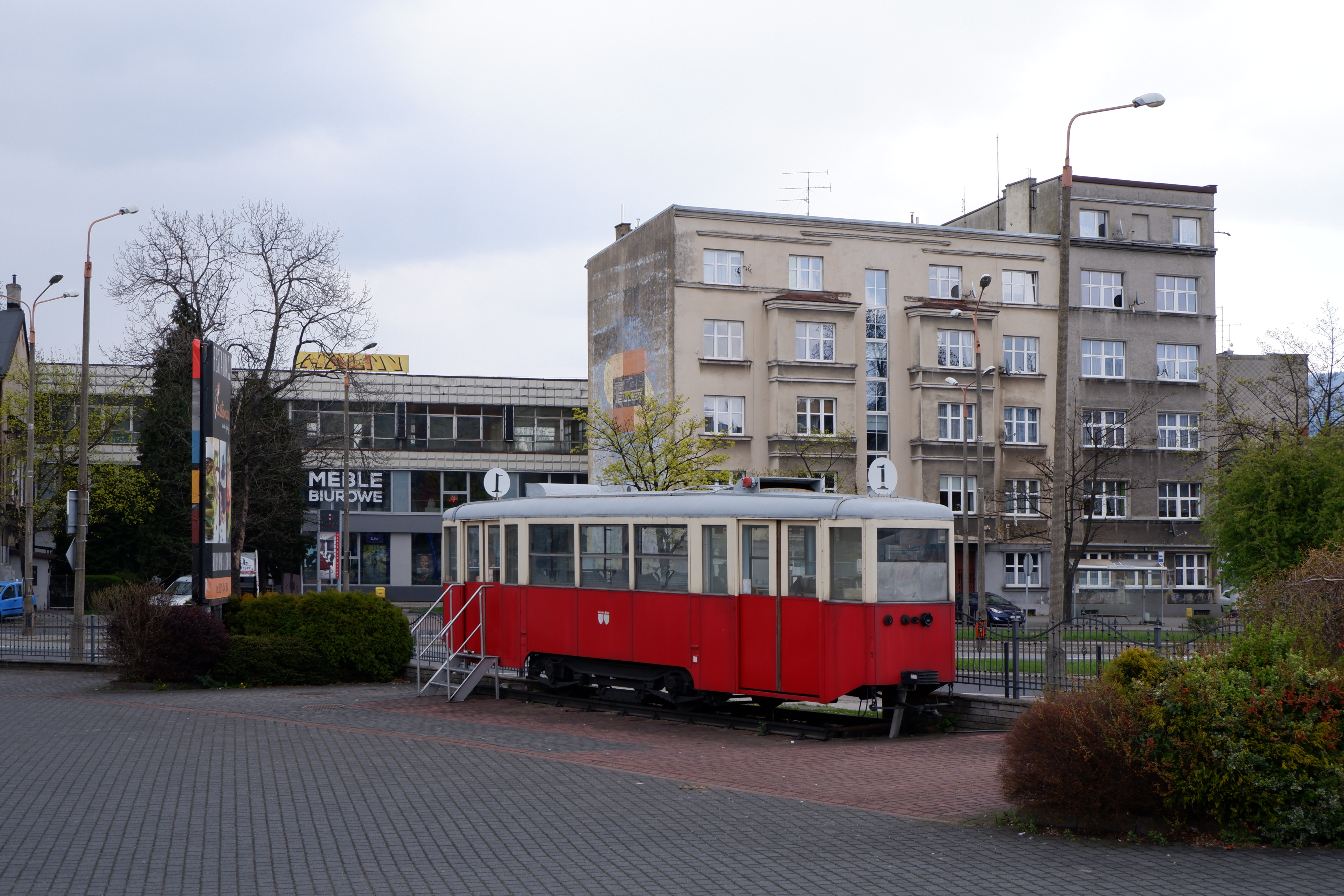
Pamiątkowy tramwaj-restauracja na Żywieckim Przedmieściu

Prace nad przywróceniem komunikacji tramwajowej w Bielsku-Białej prowadziło Bielskie Towarzystwo Tramwajowe (BTT), które zapisało działania zmierzające w tym kierunku w swoim statucie.
Na oficjalnej stronie internetowej BTT zamieszczone były trzy różne koncepcje przebiegu tras planowanych linii:
- linia centralna na osi północ-południe (od ulicy Warszawskiej w stronę Mikuszowic Śląskich), linia wschód-północny zachód, łącząca największe osiedla mieszkaniowe (Langiewicza, Złote Łany, Karpackie, Beskidzkie i dalej wzdłuż Śródmiejskiej Obwodnicy Zachodniej), linia turystyczna na Błonia i do stacji kolejki linowej na Szyndzielnię[53]
- Dworzec kolejowy – Błonia, dworzec kolejowy – Szyndzielnia, dworzec kolejowy – osiedle Karpackie, Szyndzielnia – Błonia (linia turystyczna)[54]
- Dworzec kolejowy – Szyndzielnia, dworzec kolejowy – osiedle Karpackie, dworzec kolejowy – osiedle Langiewicza, dworzec kolejowy – Wapienica Park Technologiczny

Założenia Bielskiego Towarzystwa Tramwajowego są jednak bardzo trudne do zrealizowania, z uwagi na brak poparcia ze strony władz miejskich, wysokie koszty wdrożenia inwestycji czy pomijanie miejsca pod budowę torowisk tramwajowych przy realizowanych przebudowach głównych ciągów komunikacyjnych miasta.